# エアバスA320
エアバスA320
ジェットスターのエアバスA320-200を上方から見る
- 用途：旅客機
- 分類：ナローボディ機（単通路機）
- 設計者：エアバス
- 製造者：エアバス
- 運用者（2018年7月現在の運用数上位10位）[1]
  - インディゴ
  - 中国東方航空
  - ジェットブルー航空
  - 中国南方航空
  - ユナイテッド航空
  - ブエリング航空
  - イージージェット
  - エアアジア
  - 深圳航空
- 初飛行：1987年2月22日
- 生産数：8,525機（2018年末時点）[2]
- 運用開始：1988年4月18日
- 運用状況：運用中
- ユニットコスト：2018年時点の平均価格。仕様により実価格は異なる[3]
  - A318: 7,740万USドル
  - A319: 9,230万USドル
  - A320: 1億100万USドル
  - A321: 1億1830万USドル
  - A319neo: 1億150万USドル
  - A320neo: 1億1,060万USドル
  - A321neo: 1億2,950万USドル

エアバスA320 (Airbus A320) は、欧州のエアバス社が開発・製造している単通路の双発ジェット旅客機である。
A320を基本型として、長胴型のエアバスA321および短胴型のエアバスA319とエアバスA318が開発され、エアバスA320ファミリーを構成している。A320ファミリーは二世代に分けることができ、従来型はA320ceoファミリー、エンジンを刷新した第二世代はA320neoファミリーと呼ばれる。A320ceoは1988年にエールフランスにより、A320neoは2016年にルフトハンザ・ドイツ航空によりそれぞれ初就航した。
A320は旅客機として世界で初めてデジタル式フライ・バイ・ワイヤ操縦システムやサイドスティックを採用し、エアバス機の新時代を切り開いた。米国メーカーの単通路機と世界で競合しながらシェアを拡大し、エアバスを二大航空機メーカーの一角に押し上げた。
A320は低翼配置の主翼下に左右1発ずつターボファンエンジンを装備し、尾翼は低翼配置、降着装置は前輪配置である。全長は37.57メートル、全高は11.76メートル、全幅は最大で35.80メートルである。最大離陸重量は66トンから77トンで最大巡航速度はマッハ0.82である。
2018年末までの総納入数は、A320単体で5,213機、A320ファミリー全体で8,525機である。2019年10月現在、A320ファミリーの関係した機体損失事故および事件は、航空事故が30件、テロ等の事件が7件、その他駐機中の火災等によるものが7件発生している。30件の事故により951人、7件の事件により441人、1件のハイジャックにより犯人が死亡している。A320単体では、航空事故は25件、テロ等の事件が5件、その他駐機中の火災等によるものが6件である。11件の事故により計816人、2件の事件により計216人死亡しているほか、ハイジャック1件で犯人1人が死亡している。
以下、本項ではジェット旅客機については、一部社名を省略して英数字のみで表記する。例えば「エアバスA300」であれば「A300」、「ボーイング737」であれば「737」、「ダグラスDC-9」はDC-9とする。

## 沿革

### 開発の背景
米国の航空機メーカーに対抗するため、欧州の航空機メーカーは1970年12月に企業連合「エアバス・インダストリー」（以下、エアバス）を設立し、世界初の双通路（ワイドボディ）双発ジェット旅客機となるA300を開発した。A300は1972年10月に初飛行し、1974年5月に路線就航を開始した。続けて1980年代前半にかけてエアバスは、A300の発展型となるA310やA300-600を開発した。A310やA300-600は、いわゆるグラスコックピットを採用するとともにシステムにコンピュータを導入して自動化することで、操縦士2人のみで運航可能なワイドボディ機の先駆けとなった。こうしてエアバスは一定の成功を収めたものの、既に米国のボーイングやマクドネル・ダグラスは、単通路機（ナローボディ機）からワイドボディの長距離機まで圧倒的な製品群を展開していた。これまで双発ワイドボディ機という独自路線で他社との競合を避けてきたエアバスだが、旅客機メーカーとしての確固たる地位を確立するためには、米国メーカーが独占する市場に参入して積極的にシェアを獲得する必要があった。
一方そのころ、単通路機市場では150席級の新型旅客機が求められつつあった。727や737-200、DC-9、BAC 1-11、シュド・カラベルといった中近距離用の中小型機を更新する時期に差し掛かりつつあった。それに加えて航空旅客需要が順調に伸びており、150席級の旅客機は今後20年で3,000機の需要があると見込まれた。各国の航空機メーカーはこの市場を狙って熱心に新型機の研究を行った。欧州のメーカー間でも単独あるいは共同事業での開発構想が複数立ち上がった。また、米国の航空機メーカーはエアバス・コンソーシアムの切り崩しを図り、欧州の航空機メーカーに共同開発を持ちかけた。
米国メーカーによる切り崩し戦術の効果は限定的で、開発構想が実現することはなかった。むしろ、米国に対抗する機会を逃すまいと欧州のメーカーは新たな共同開発プロジェクトを1977年に立ち上げた。このプロジェクトは JET (Joint European Transport) と名付けられ、参加メンバーはアエロスパシアル、MBB、VFW-フォッカー、そしてブリティッシュ・エアロスペース (BAe) であった。JET計画はエアバスと別のプロジェクトとして進行していたが、参加メンバーの大半はエアバス構成メンバーであり、唯一エアバスに不参加だったBAe社も1979年にエアバスに加盟した。これによりJET計画はエアバス・コンソーシアムに継承され、単通路 (Single Aisle) を意味するSA計画と名付けられた。SA計画ではSA1からSA3まで3種類の機体案が作られ、座席数はそれぞれ125席、150席、180席とされた。
航空会社の反応を踏まえ、エアバスは150席級のSA2に注力することとし、1981年2月に機体名をA320と定めた。この頃1979年の第二次石油危機により燃料価格が高騰し、航空会社は燃費対策に追われていた。米国のデルタ航空やユナイテッド航空は、燃費性能に優れた150席級旅客機の要求仕様をそれぞれ策定した。これらの要求にまさに合致するようA320の仕様がまとまった。

### 正式開発の決定まで
エアバス参加国でもイギリスのブリティッシュ・エアウェイズや西ドイツのルフトハンザ航空はA320に消極的だった。ブリティッシュ・エアウェイズは保有機の入れ替えが急務となっており、これから開発するA320では間に合わないと判断してボーイング機を発注した。ルフトハンザは150席級ナローボディ機よりも、長距離路線向けワイドボディ機の開発を優先するよう求めた。一方で、エールフランスはA320計画を歓迎し、1981年6月のパリ航空ショーにおいてオプションを含め50機を発注すると発表した。フランス政府もA320の開発費の負担を約束した。
エールフランスが早々に発注を決め潜在需要も確実視されていたにもかかわらず、A320の正式開発が決定するまでここから3年を要した。苦しい財政状況にあった西ドイツ政府とイギリス政府が開発費負担に難色を示したためである。特にイギリスの状況は複雑であった。航空機エンジンメーカーのロールス・ロイス（以下 R-R）が参画しイギリス政府も出資していた英日共同開発エンジンの先行きが不透明となり、新しい開発計画に転換するための追加出資を求められていた。新たな計画は日本とイギリスを含む5か国の国際共同事業で、インターナショナル・エアロ・エンジンズ (IAE) 社を設立しV2500を開発するというものだった。V2500エンジンはA320の搭載エンジンとして有望視されており、エンジンを商業的に成功させるためにイギリス政府はA320へも出資を迫られた。
やむをえずエアバスは日本やカナダにも参加を呼びかけたが、日本は当時ボーイングとの共同開発構想があったため断り、カナダも採算が見合わないとしてギリギリのところで参加を見送った。このような状況下で、1984年の初めにフランスのミッテラン大統領、イギリスのサッチャー首相、西ドイツのコール首相が会談し、A320への直接・間接の金融支援を行うことが確認された。それを受けて同年2月に西ドイツ政府は必要経費の90パーセントに相当する15億マルク（約1352億円）の支出を決定した。イギリス政府も苦慮の末、エンジンと機体の双方への出資を決めた。ただしA320については4億3,700万ポンドの当初要求に対して2億5,000万ポンド（約875億円）の出資とし、不足分はBAe社が自己調達することとなった。
ようやく資金の目処がついたことで1984年3月2日、エアバスはA320の正式開発・製造を決定した。この時点までに、エールフランスに加えてエールアンテール、ブリティッシュ・カレドニアン航空、アドリア航空、キプロス航空の5社からオプション含めて96機の受注を獲得していた。

### 設計の過程

#### フライ・バイ・ワイヤ
営業活動と並行して機体の設計も進められた。A320の操縦システムには、旅客機として世界初となるフライ・バイ・ワイヤ技術が本格導入された。フライ・バイ・ワイヤ方式では、パイロットの操縦操作は電気信号に変換されコンピュータに入力される。そしてコンピュータで計算処理された結果が電気信号として各操縦翼面のアクチュエータに伝達される。これにより、従来の操縦装置でコクピットから操縦翼面までを繋いでいたケーブル（索）やロッド、プーリーといった機械部品を削減でき、機体重量や整備負荷を軽減できる利点がある。
旅客機のような機体サイズで機械式の操縦装置を用いる場合、操舵力を適切な範囲に収めるためには大型の操縦輪を正面に配置する方式が適している。これに対してフライ・バイ・ワイヤの場合は、操縦入力を電気信号に変換することから、操縦桿の形態や配置の自由度が高くなる。そこでA320では操縦輪に代わりサイドスティックが採用された。サイドスティックは操縦室の左右に配置され、機長は左手で、副操縦士は右手で操作することとなった。操縦室はいわゆるグラスコックピット化され、計器類は6面のCRTディスプレイに集約された。
フライ・バイ・ワイヤやサイドスティックの全面採用はA320の商品力向上にとどまらず、エアバスにとって戦略上の重要な意味を持っていた。エアバスは今後開発する全ての旅客機にA320と同様のシステムを搭載し、小型機から大型長距離機に至るまで操縦性を共通化する方針を立てていた。従来の機械式の操縦系統では、機種ごとに異なる取り扱い特性を統一するのは困難であった。そこでエアバスは、コンピュータ制御の本格的なフライ・バイ・ワイヤ技術を導入することで、全機種の操縦操作や操縦感覚を揃えることにした。これにより、後に開発されるA320ファミリー機（派生型）の操縦資格は共通化され、さらに開発構想があったワイドボディ機のA340やA330への資格移行訓練も短時間で済むと見込まれる。小型機から大型機までをエアバス機で揃えれば航空会社は運航を大幅に合理化できるようになるため、エアバスの強力な強みとなる。そして、フライ・バイ・ワイヤなどの革新技術を実用化する最初の機種として、A320は適していた。短距離機のA320は整備拠点の近郊で運航されることから、重大な不具合が見つかった場合に対処しやすいとエアバスは考えたのである。
コックピットの設計はフランスのアエロスパシアル社が担当した。同社をはじめとするエアバス参加企業は、これまでにコンコルドでアナログ式フライ・バイ・ワイヤを実用化し、A310ではデジタルコンピュータの導入を実現しているほか、軍用機開発でも経験を蓄積していた。さらにアエロスパシアル社はA320の開発が決まる前から、次世代コックピットの研究開発に取り組んでいた。これらの経験や研究成果がA320のシステム開発に活かされた。エアバスはA300の3号機を試験機として、フライ・バイ・ワイヤ操縦システムの開発を行なった。サイドスティックについてもA300の試験機に実装され、航空会社のパイロットも含む多くの操縦士により延べ136時間の飛行試験が行われた。これらの評価の結果、問題がないとの結論が得られてA320への導入が決定した。

#### 構造・空力設計

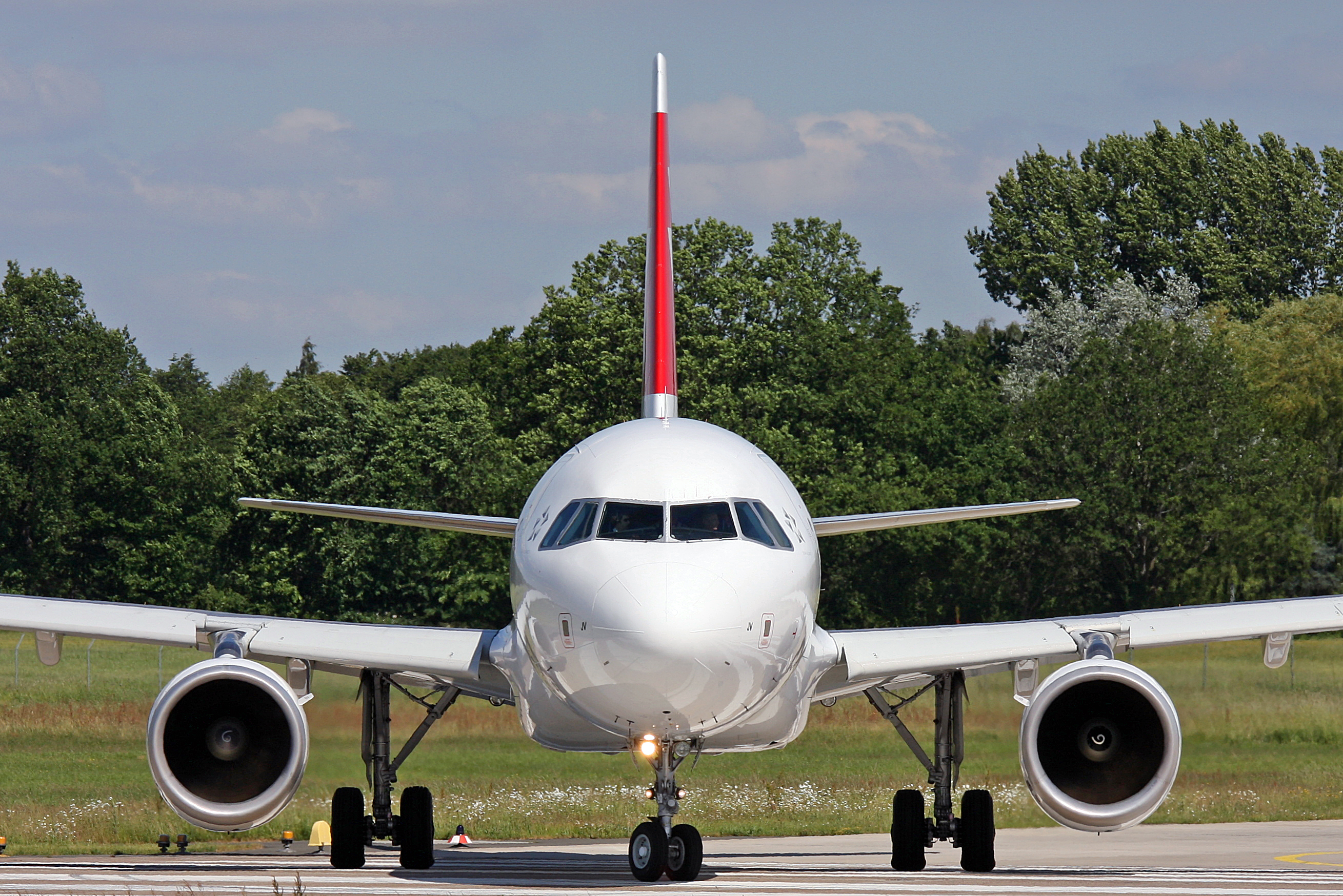
正面からみたA320。胴体断面の設計はA320ファミリーで共通である。

A320の機体構成は典型的な旅客機と同じく、低翼の主翼下にターボファンエンジンを1発ずつ配置し、尾翼も通常配置となった。A320の機体構造は、A300およびA310の開発を通じて得られたデータやノウハウを活用して設計された。そして、中短距離の運航に適した構造強度とし、腐食防止、構造品質の長期保証、整備性の向上、部品点数の削減が図られた。部材には改良型のアルミニウム合金やチタン合金が採用されたほか、複合材料の使用範囲も拡大された。
主翼の設計はイギリスのBAe社が担当した。A320の設計上の巡航速度は、A300やA310より若干低くマッハ0.79から0.8に設定された。航続距離は3,000海里（約5,556キロメートル）と設定され、このサイズの旅客機としては短くない値だった。

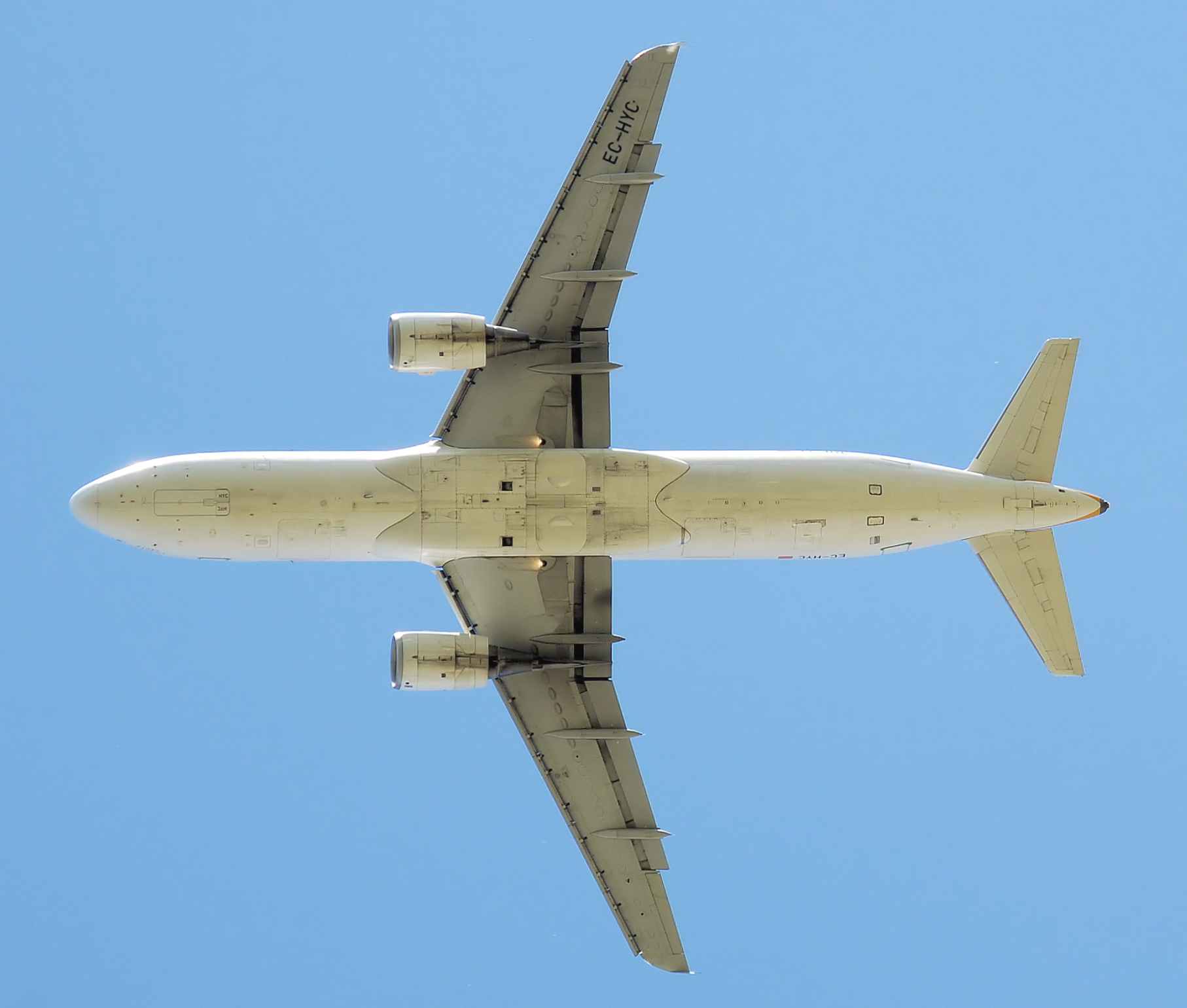
ウイング・チップ・フェンス装備のA320-200を下面からみる。

主翼の厚みは空力的には薄い方がよく、一方で翼内燃料タンク容量と構造強度を十分確保するためには厚い方が良い。エアバスがA300で実用化したリア・ローディング翼型は様々な利点があったものの、翼の後方が薄いことから、A320の機体サイズではフラップを取り付ける空間をいかに確保するかが課題となった。これらの要求を満たすよう、コンピュータによる三次元解析を活用して主翼が設計された。出来上がったA320の主翼は、翼厚比こそA310と近い値だったものの、翼型は大きく異なり後縁側の厚みが確保された。主翼の平面形は浅い後退角と大きなアスペクト比を持つこととなった。フラップはシンプルな1段のファウラー・フラップとし、動翼には複合材料を多用することで軽量化が図られた。
胴体断面は2つの円構造を結合した「ダブル・バブル構造」とし、単通路機として最も太い胴体幅とされた。これにより機体重量が増えるものの、競合機より余裕のある客室と貨物室が実現した。さらに貨物室の扉を大型の外開きとして航空貨物コンテナを搭載可能にしたことで、貨物輸送の面でも競合機と差別化が図られた。

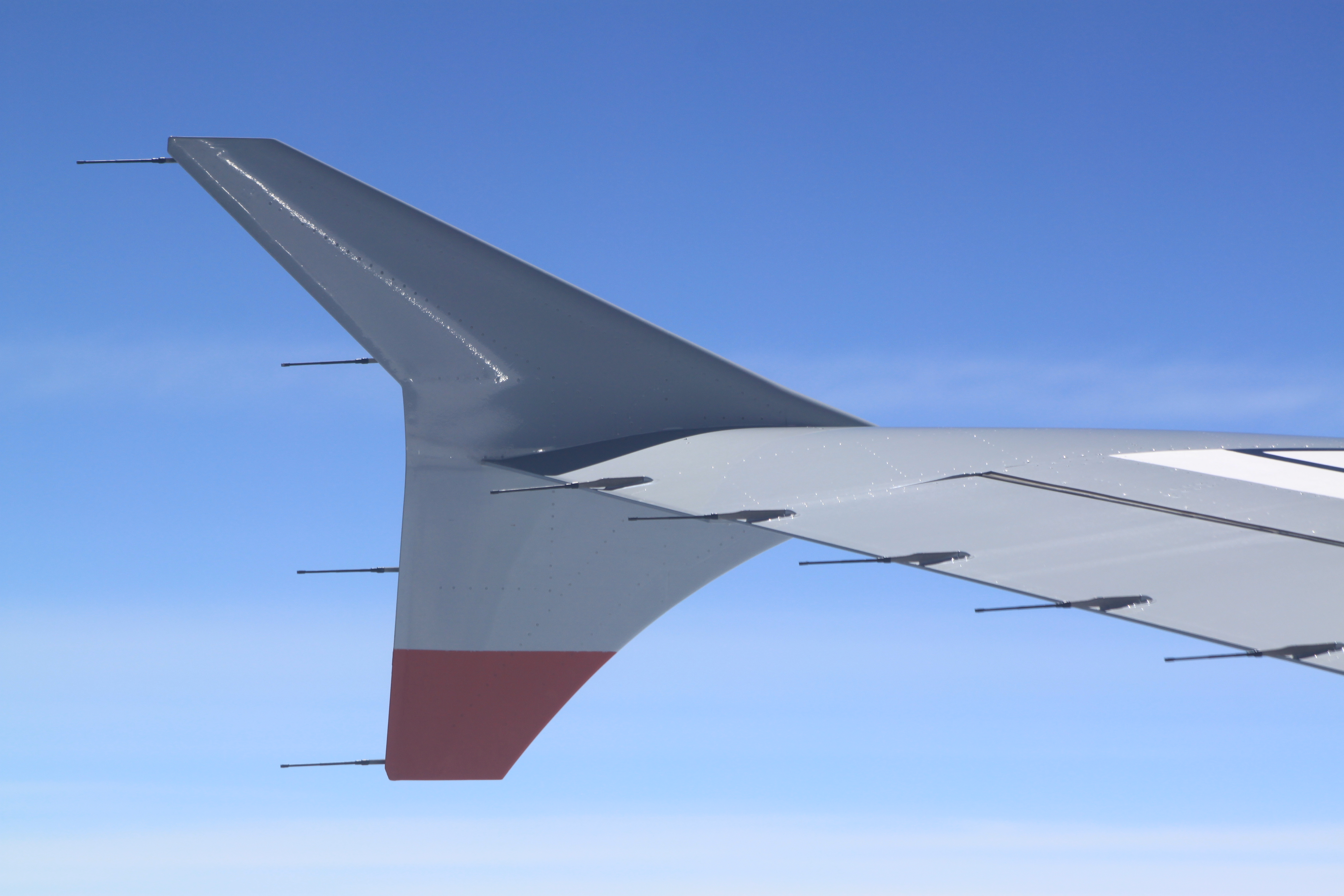
主翼端のウイング・チップ・フェンスは抗力を減らす効果がある。

A320の原型型は最大離陸重量が66トンで、乗客164人が搭乗した場合の航続距離は1,750海里（約3240キロメートル）という仕様であった。これに対して、航空会社はもう少し航続距離を延ばすよう求めた。そこで、最大離陸重量を72トンに引きあげて主翼中央翼内に燃料タンクを追加するとともに主翼端にウイング・チップ・フェンスを装備して、航続距離を3,200海里（約5,930キロメートル）に延長するタイプが計画された。原型型はA320-100、重量増加型がA320-200と名付けられた。

#### エンジン
エンジン選定はA320の開発初期における大きな課題だった。当初は150席級旅客機に相応しいエンジンが存在せず、CFMインターナショナル（以下CFMI）社のCFM56-2エンジンをひとまず主候補とし、そのほか開発中のエンジン数種が候補に挙げられた。その後CFM56の改良型となるCFM56-4の開発が決定したことで、1983年に同エンジンの採用が決まった。先に述べたIAE社のV2500エンジンも1984年に開発が決定し、A320に採用されることになった。ライバルとなるV2500が登場したことでCFMI社はCFM56-4では性能が不十分と判断し、推力を増強したCFM56-5に改めた。これにより、A320の装備エンジンはCFM56-5とV2500の2種からの選択式となった。ボーイングやマクドネル・ダグラスの競合機は、エンジンが1種類のみの設定であり、この機体サイズではエンジンを選択できるのはA320のみであった。

### 生産と試験
これまでのエアバス機と同じく参加国が一定の仕事を確保できるように、A320の生産でも国際分業体制が採られた。A320の主要コンポーネントの生産分担は表1とおりとなった。このほか、BAe社の担当する主翼部品の一部はオーストラリアの企業が下請けで受注した。生産の拠点となる最終組立地については、エアバス参加国間で駆け引きがあったものの、結局は従来通りフランスのトゥールーズに決まった。ただし機体内装の組み付けはドイツのハンブルクで行うこととなった。
| 国名                                                                                         | 企業名           | 生産分担部位                                                                 |
| -------------------------------------------------------------------------------------------- | ---------------- | ---------------------------------------------------------------------------- |
| フランス                                                                                     | アエロスパシアル | 機首部および前部胴体（主翼前縁より前方）、中央翼、エンジンパイロン、客室扉、 |
| ドイツ†                                                                                      | MBB              | 中央および後部胴体、テイルコーン、主翼フラップ、垂直尾翼                     |
| イギリス                                                                                     | BAe              | 主翼本体（エルロンとスポイラー含む）、主脚フェアリング                       |
| スペイン                                                                                     | CASA             | 水平尾翼、主脚フェアリング                                                   |
| ベルギー                                                                                     | ベルエアバス     | 主翼前縁スラット                                                             |
| - 出典：Warwick (1986, p. 94)、青木 (2010, p. 131) - †: 1990年のドイツ再統一までは西ドイツ。 |                  |                                                                              |

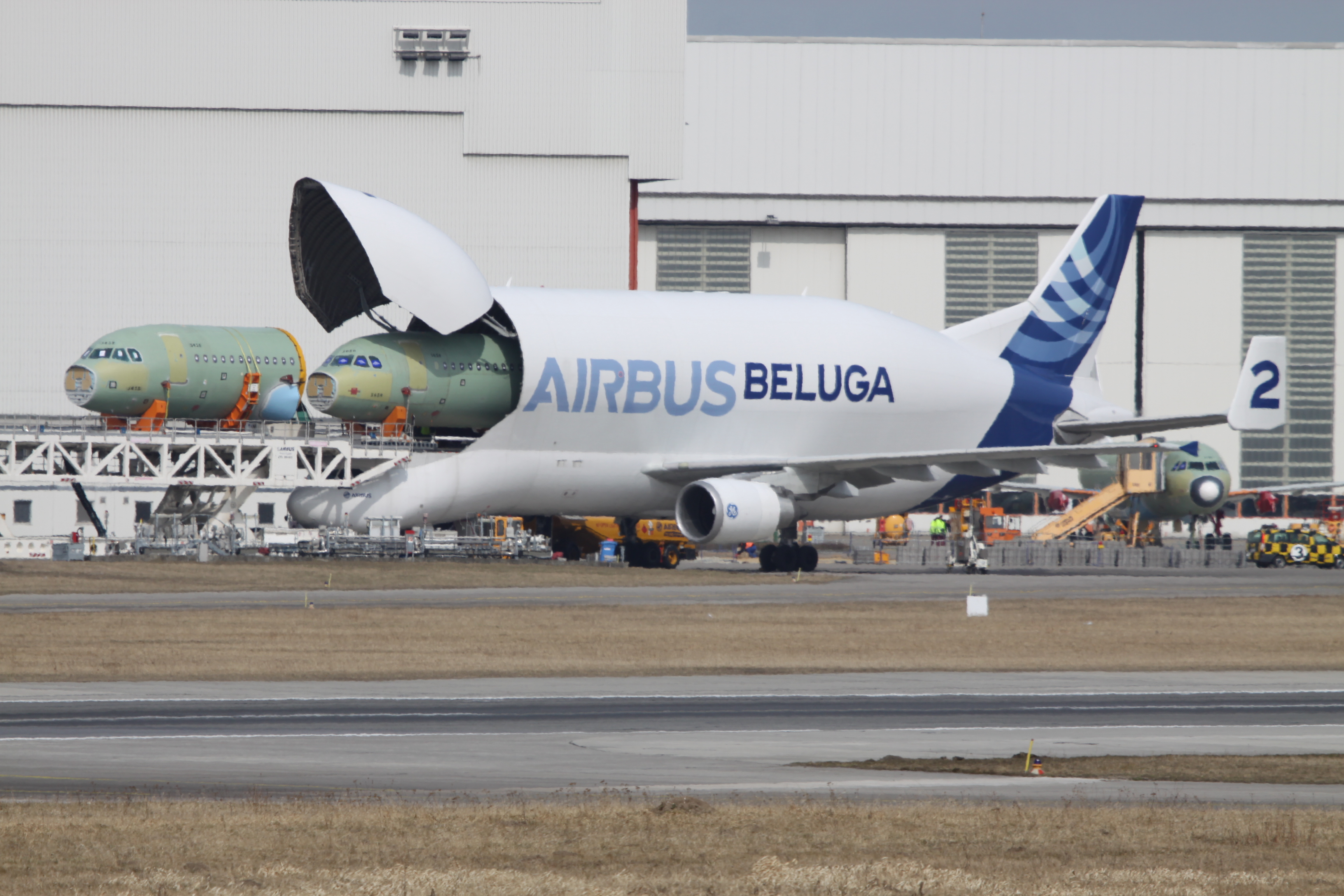
ベルーガがA320の胴体前部を下ろしている様子。ベルーガはスーパーグッピー輸送機の後継として開発され、欧州の生産拠点間を結んでいる。

各国の工場で生産されたコンポーネントは、これまでのエアバス機同様にスーパーグッピー輸送機でトゥールーズまで空輸され組み立てられた。ただしA320では、トゥールーズでの作業が完了すると機体は飛行可能になり、初飛行を行い通常はそのままハンブルクに移動する。ハンブルクで内装作業を終えた機体は再びトゥールーズに飛行し、そこで顧客に引き渡されるという流れとなった。
A320の初号機はCFM56エンジン装備型のA320-100で、1986年4月に最終組立が開始された。翌年2月14日にロールアウト式典が盛大に執り行われ、その5日後の1987年2月22日に初飛行に成功した。その後、型式証明取得のために4機体制で試験飛行が行われた。
飛行制御システムのソフトウェア開発においては、試験飛行の前に複数のシミュレータが用いられ、そのためにコックピットおよび油圧・電源系統を完全に再現したシミュレータも開発された。そして最終的に飛行試験によりソフトウェアやシステム全体の検証が行われた。飛行試験においてコンピュータの内部パラメータを記録したり、試験のための条件設定を行うため、専用の試験システムも開発され用いられた。また、電子制御化されたことで心配された電磁干渉 (EMI) の試験も行われ、エアバスによると軍用艦の電波妨害を受けるような状況にでもない限りシステムに支障がないことが確認された。
これらの飛行試験を終えて1988年2月26日、A320のCFM56エンジン装備型に対して、欧州の合同航空当局 (Joint Aviation Authorities; JAA) から型式証明が交付された。

### 就航開始

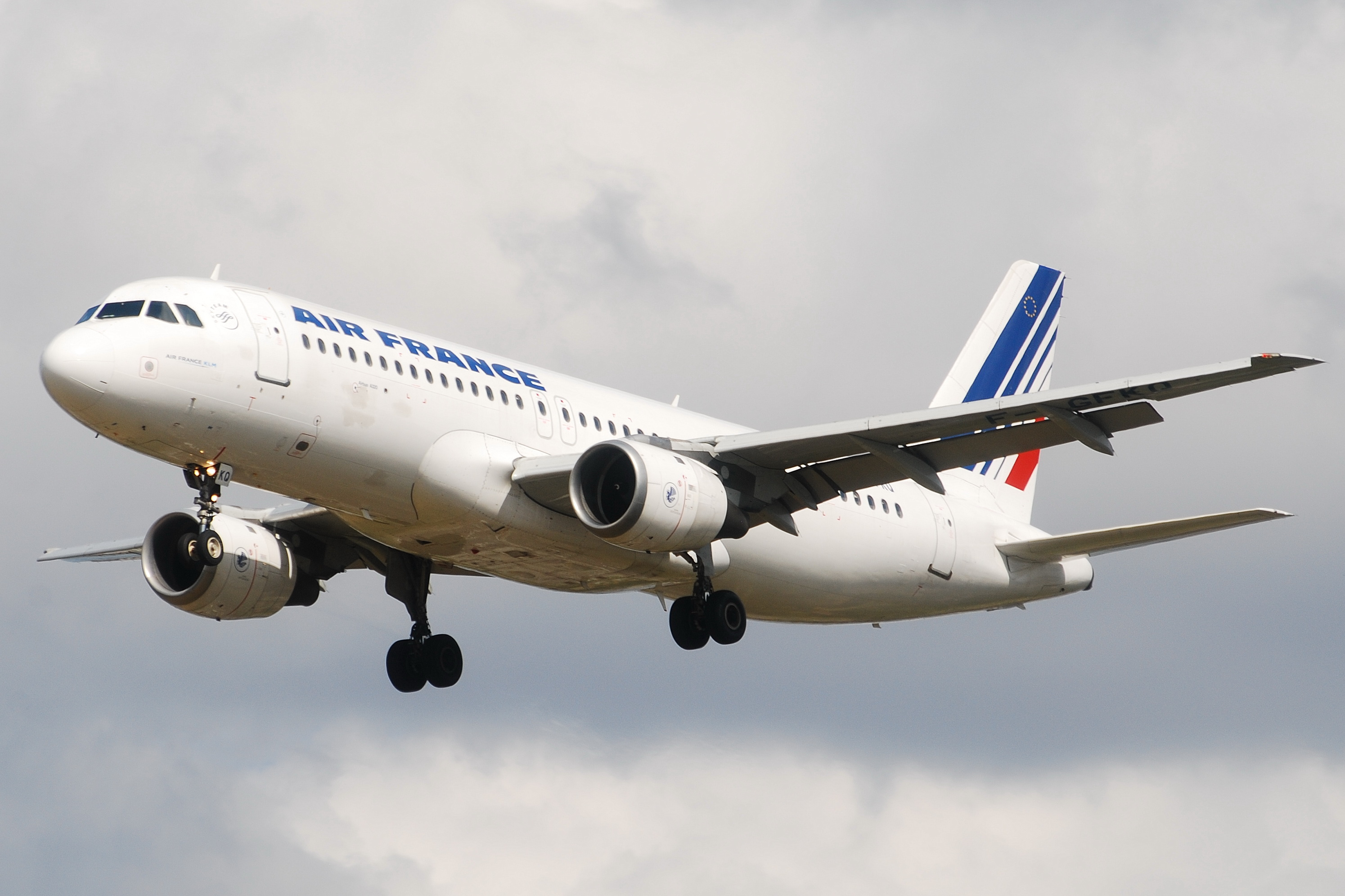
エールフランスにより路線就航したA320-100。A320-100の生産は21機のみで、以降はA320-200となった。

1988年3月26日、A320の初引き渡しがエールフランスに対して行われた。同年4月18日、エールフランスはA320の商業運航を開始した。次に予定されていた納入先はブリティッシュ・カレドニアン航空だったものの、A320の受領前に同社はブリティッシュ・エアウェイズに吸収合併されることになった。これによりブリティッシュ・カレドニアンの発注分はブリティッシュ・エアウェイズに継承され、同社は1988年3月31日に最初の機体を受領し、翌月に路線投入した。これまで、ブリティッシュ・エアウェイズは、エアバス参加国のフラッグ・キャリアで唯一エアバス機を導入していなかったが、こうしてエアバス運航者に加わった。続いてエールアンテールへの納入も始まった。競合機よりも広いA320の機内は乗客に好評だった。
A320-100の納入と並行して重量増加型のA320-200は、1988年6月27日に初飛行している。CFM56エンジン装備型のA320-200は、1988年11月9日に型式証明を取得した。実際の注文はA320-200に集中し、A320-100の生産は最初の21機のみで終わり、その後は全てA320-200となった。これによりA320-200がA320の実質的な標準モデルとなり、その後も同モデルに対して改良が加えられることになる。またV2500装備型はA320-200のみの生産となった。
A320の初号機は、最初の型式証明取得後にエンジンをV2500に換装し、1988年7月28日に同エンジンでの初飛行を行いそのまま試験飛行に従事した。1989年4月20日にV2500装備型もJAAの型式証明を取得した。V2500エンジン仕様の初納入はアドリア航空に対して行われ、間を置かずしてキプロス航空への納入も開始された。同年6月までに両航空会社によって、V2500仕様のA320も路線就航を開始した。
型式証明の取得直前に細かい修正が重なったため、納入初期には機体納期が遅延したり保守部品の供給が遅れたりといったトラブルも見られた。それでも最初の約3か月間の運航信頼度は97パーセントを記録した。形式証明の取得後に、エアバスは細かいものを含めて800件の改良を行った。その中で1件のみ、強制力のある耐空性改善命令に至った。その内容は飛行システムの電源系統に関する問題で、電源供給ユニットの交換が行われた。そのほかにはCFM56エンジン装備型では離陸時に客室前方で不快な騒音が響くことが問題視され、エアバスは対処に追われた。

### 好調な受注
1986年4月のロールアウト時点において、A320には15社から450機を超える受注が集まっていた。そして同年10月には、ノースウエスト航空から100機のA320を受注した。米国の主要な航空会社がエアバス機を大量発注したことに、米国の航空機メーカーは衝撃を受けた。慌てたボーイングは金額を空白にした737の注文書をノースウエスト社長に送付したとも言われるが、ノースウエストを翻意させることはできなかった。
ただし、燃料価格は1980年代初頭の予測ほどは上昇しなかったことから、A320の直接運航費は期待したほど有利とはならず、機体価格の安い既存機を選択する航空会社も多かった。A320の仕様策定に影響を与えたデルタ航空はMD-80を、ユナイテッド航空は737を選択していた。それでも1992年には、3年越しの交渉の末にユナイテッド航空から大量受注を獲得し、エアバスは米国市場に本格進出を果たした。
A320が北米で受け入れられたのは、機体そのものが魅力的だったこともあるが、エアバスが戦略的な価格を提示したためだとの指摘もある。提示価格はカタログ価格の4割引とも言われ、エアバスに金融支援していたイギリス政府から苦情が出るほどだった。しかしこれは単なる安売りではなく、開発計画が進行していた双通路機のA340やA330の商談に繋げるためのエアバスの戦略であった。

### ファミリー機の開発
エアバスは1987年にはA320の派生型開発の検討に着手していた。A320を基準として胴体を延長するタイプと短縮するタイプが研究された。すでにA340とA330の同時開発が始まっていたことから、A320の派生型開発には最小限のエンジニアが投入された。

#### A321

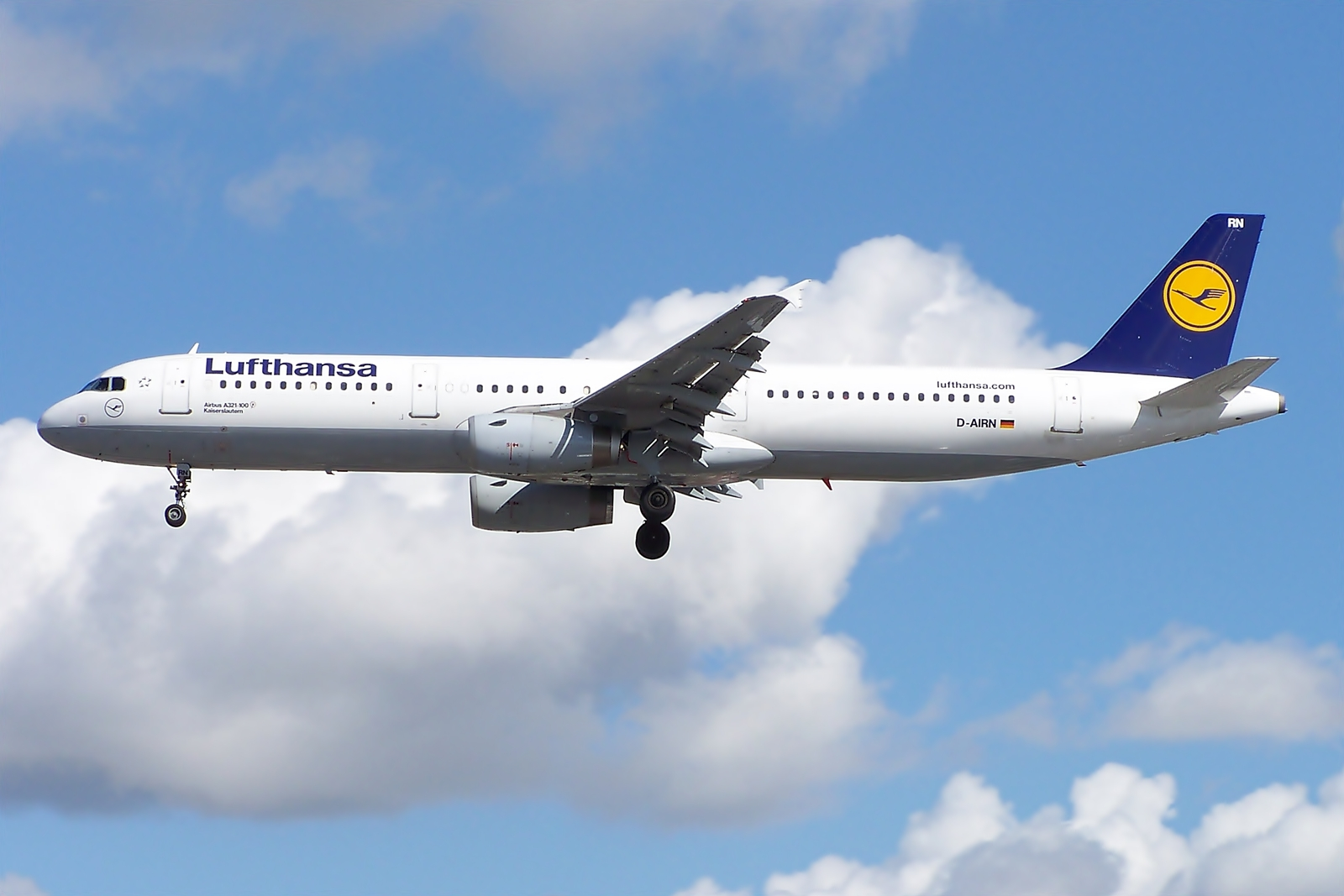
A320に続いて開発された長胴型のA321。

まず長胴型の開発を進めることになり、1988年5月に正式な受注活動を開始した。1989年6月に航空機リースを手がけるインターナショナル・リース・ファイナンス (ILFC) が16機の発注を決め、これが最初の受注となった。続いて同年9月22日にはルフトハンザドイツ航空がオプションを含めて42機を発注したことで、11月24日に長胴型をA321と命名して正式開発が決定した。
A321では胴体が4.27メートル延長され、2クラス構成の標準座席数は185席とされた。胴体延長と機体重量の増加に伴い揚力を強化するため、主翼のフラップが新規設計され、ダブル・スロッテッド・フラップ（二重隙間フラップ）に置き替えられた。エンジンはA320と同様にCFMI社のCFM56とIAE社のV2500の選択式となり、機体の大型化に合わせて両エンジンとも推力増強型が設定された。その他は、A320からの変更点を最小にするよう設計され、主翼の大半、尾部、胴体断面はA320と共通化された。飛行システムはA320のものを基本とし、空力特性に合わせて若干の修正が加えられた。
A321の最終組立地は、エアバス機として初めてフランスを離れ、ドイツのハンブルクに決まった。また、A321は各国政府の資金援助を受けずに開発された初のエアバス機となった。
A321の初飛行は1993年3月11日に行われ、同年12月17日に最初の型式証明がJAAから交付された。A321は翌年1月に顧客引き渡しが開始され、同年3月にルフトハンザ航空とアリタリア航空によって路線就航を開始した。続いてA321には貨物コンテナ型の燃料タンクを増備することで航続力を強化した派生型が開発され、当初仕様はA321-100、航続距離延長型はA321-200と名付けられた。

#### A319

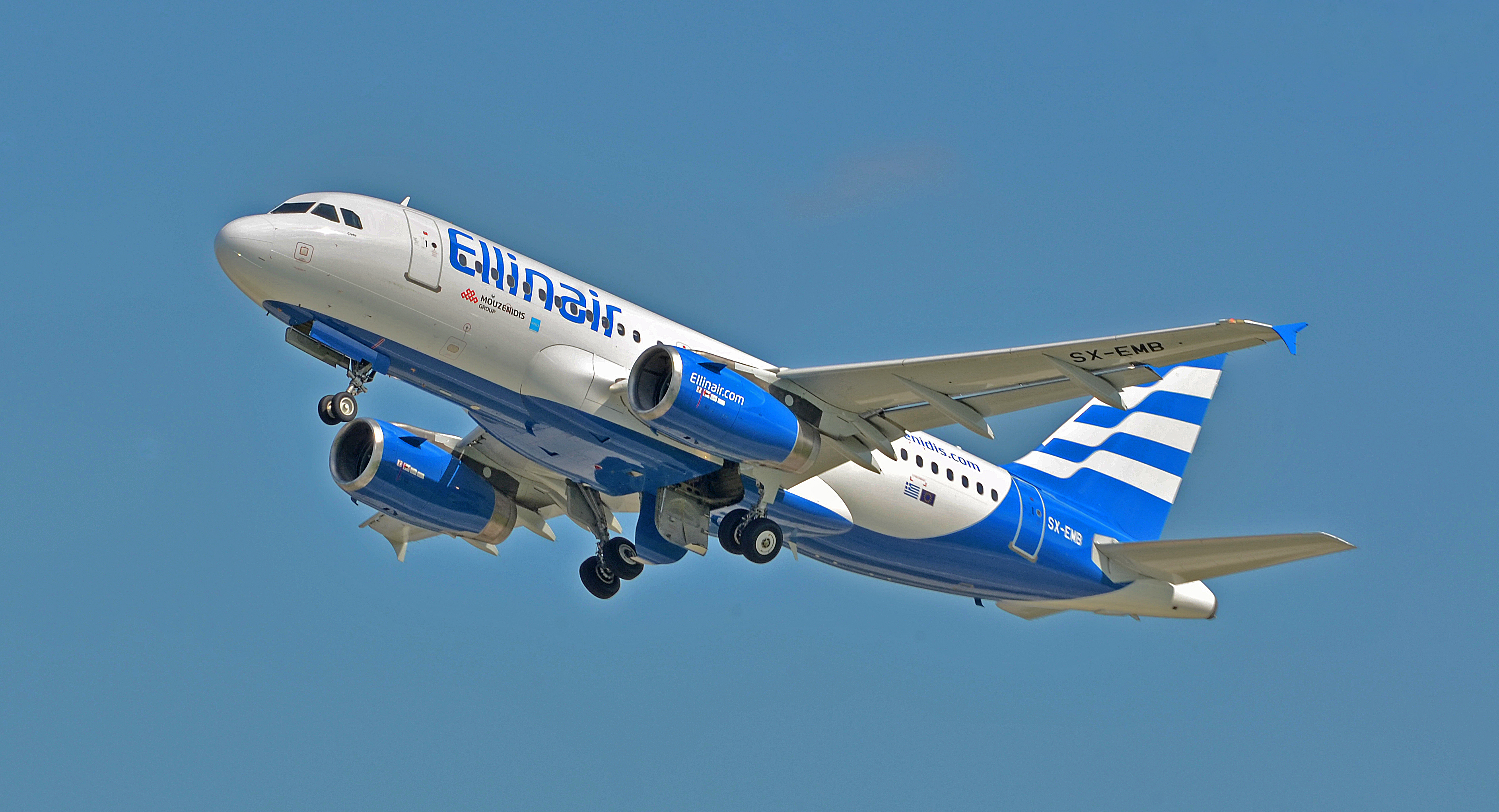
ファミリー3機種目となった短胴型のA319。

短胴型についても並行して研究が進み、1992年5月1日にエアバスの取締役会で販売活動を開始することが承認された。しかし、エアバスを構成する各国政府・企業間で最終組立地をどこにするか合意に手間取り、正式開発の決定は1993年6月10日にずれ込んだ。結局、A319の最終組立地はハンブルクとなり、A320の組立地は引き続きトゥールーズとなった。
胴体は3.73メートル短縮され、標準座席数は2クラス構成で124席とされた。胴体長や収容力の減少に合わせて、貨物扉や緊急脱出口の配置が変更された。エンジンはCFM56とV2500から選択でき、小型化された機体に合わせて両エンジンとも推力抑制型が設定された。そのほかの構造やシステムは、可能な限りA320と共通化された。
A319は1995年8月25日に初飛行し、約650時間の飛行試験を経て1996年4月10日にJAAから最初の型式証明を取得した。A319の最初の引き渡しは同月中にスイス航空に対して行われ、翌5月に路線就航を開始した。

#### ACJ319
1996年6月のパリ航空ショーにおいて、エアバスはA319をベースとしたビジネスジェットを開発すると発表した。旅客機ベースの余裕のある客室を活かして長距離ビジネス機市場に進出することにしたのである。エアバスは、同社のビジネスジェット機を「エアバス・コーポレート・ジェット」と名付け、A319ベースの機体はA319CJあるいはACJ319と呼ばれた。ACJ319の初号機は1998年11月12日に初飛行し、翌年1月に顧客に初引き渡しされた。のちにACJはA320ファミリー全体に展開され、A320とA321をそれぞれベースにACJ320、ACJ321が開発されたほか、この後開発されるA318をベースとしたACJ318も登場した。

#### A318

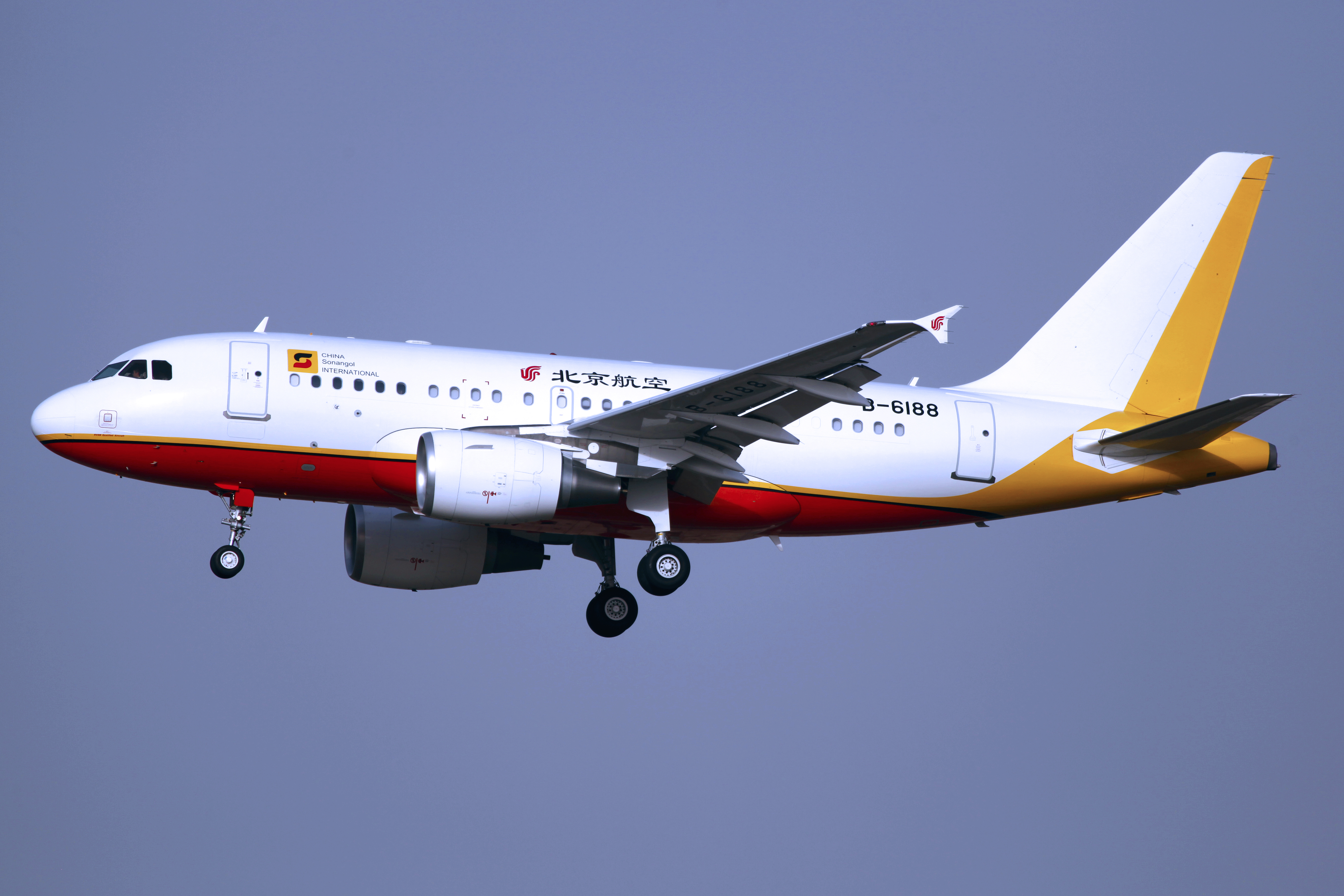
A319をさらに胴体短縮して開発されたA318。

A319より小型の旅客機については、エアバスは当初は独自開発しない方針を立てていた。1990年代前半に、座席数100席程度の旅客機を国際共同開発する構想がいくつか立ち上がり、その中で欧州とアジアの企業が共同で「エイジアン・エクスプレス」を開発する計画がまとまった。この「エイジアン・エクスプレス」計画にエアバスも参画し、操縦システムや操縦資格はA320と共通化することとなった。しかしエイジアン・エクスプレスは機体を完全に新規設計する計画であり、それに伴う事業リスクの高さが表面化したことで事業として行き詰まってしまった。結局エアバスはA319の胴体をさらに短縮して100席級の旅客機を独自開発することにした。
新たな短胴型はA318と命名され、1999年4月26日に正式に開発が決まった。A318はA319よりも2.39メートル胴体が短縮され、それに伴い方向安定性を維持するため垂直尾翼が延長された。合わせて貨物扉が小型化され、貨物コンテナは搭載できなくなった。エンジンはCFM56の推力抑制型と、プラット・アンド・ホイットニー (P&W) 社が新規開発したPW6000が設定された。
A318は2002年1月15日に初飛行し、2003年5月23日に最初の型式証明をJAAから取得した。同年7月にフロンティア航空が初受領して路線就航を開始した。

### 双通路機との共通化

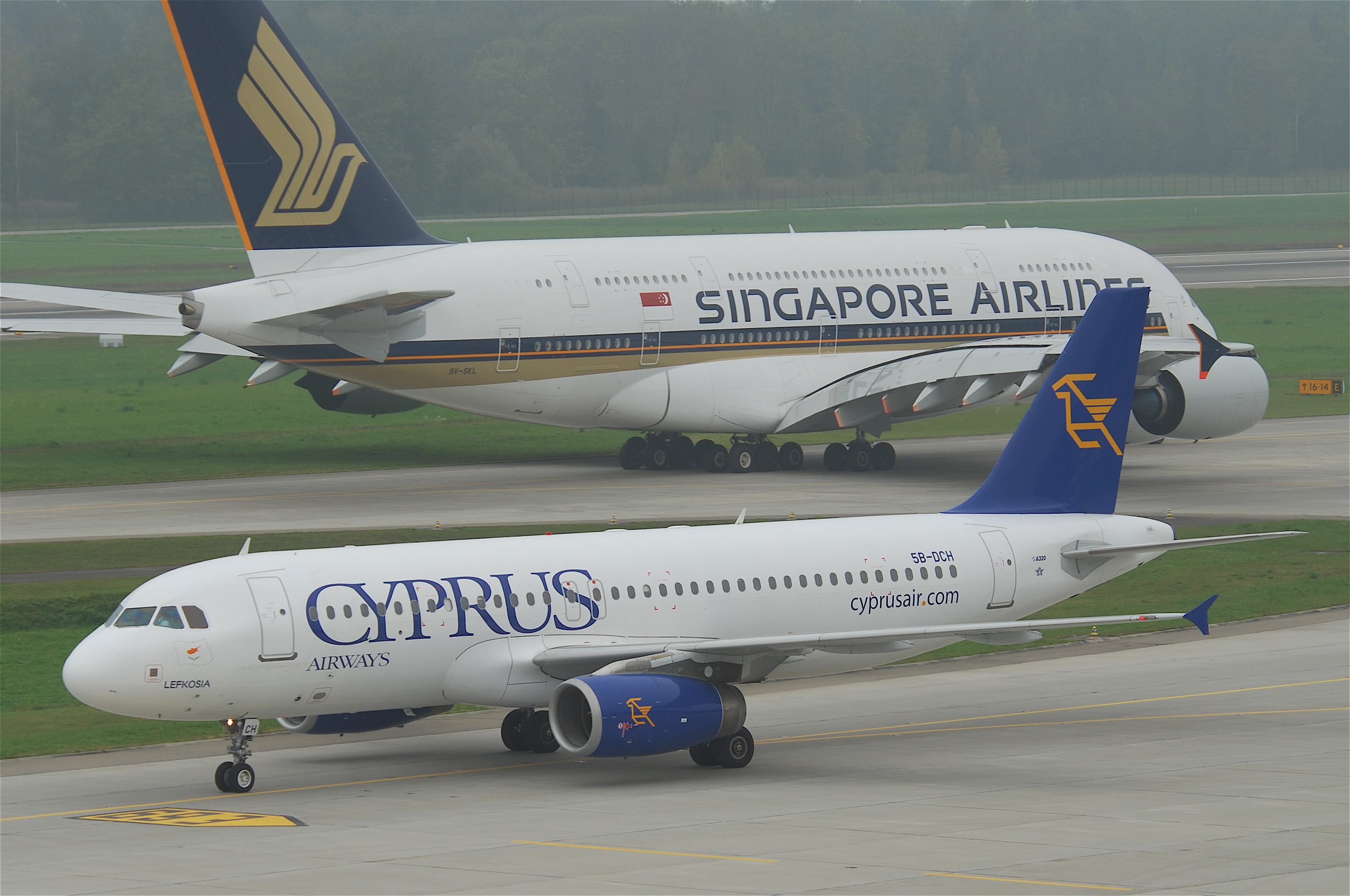
A380（奥）とA320（手前）。A320ファミリーとA380の開発により、エアバスは100席級から500席超級までの旅客機ラインナップを実現した。

A320ファミリーの拡充と並行して双通路機のA340とA330も完成し、1993年に航空会社への引き渡しが始まっていた。さらにエアバスは、2000年代前半にA340の第2世代となるA340-500/-600を完成させたほか、客室を総2階建てとした巨大機A380を開発して2007年に路線就航させた。A320以降に開発されたこれらの機種には、高い共通性を持つフライ・バイ・ワイヤ・システムが実装された。そして操作装置や表示装置の配置や表示、操作方法を可能な限り同一化させ、基本的に同一の操縦席仕様を実現した。これによりA320ファミリー各機は同一の乗務資格となった。加えて相互乗員資格 (Cross Crew Qualification; CCQ) と呼ばれる資格制度がつくられたことで、エアバス機は100席級のA318から500席超級のA380まで、数日から2週間程度の短期間の訓練で操縦資格の移行が可能となった。そして2007年までにはA300とA310の生産が終了したことで、エアバスが生産する旅客機は全てCCQの対象となった。

### 競合機との競争とLCCへの広がり

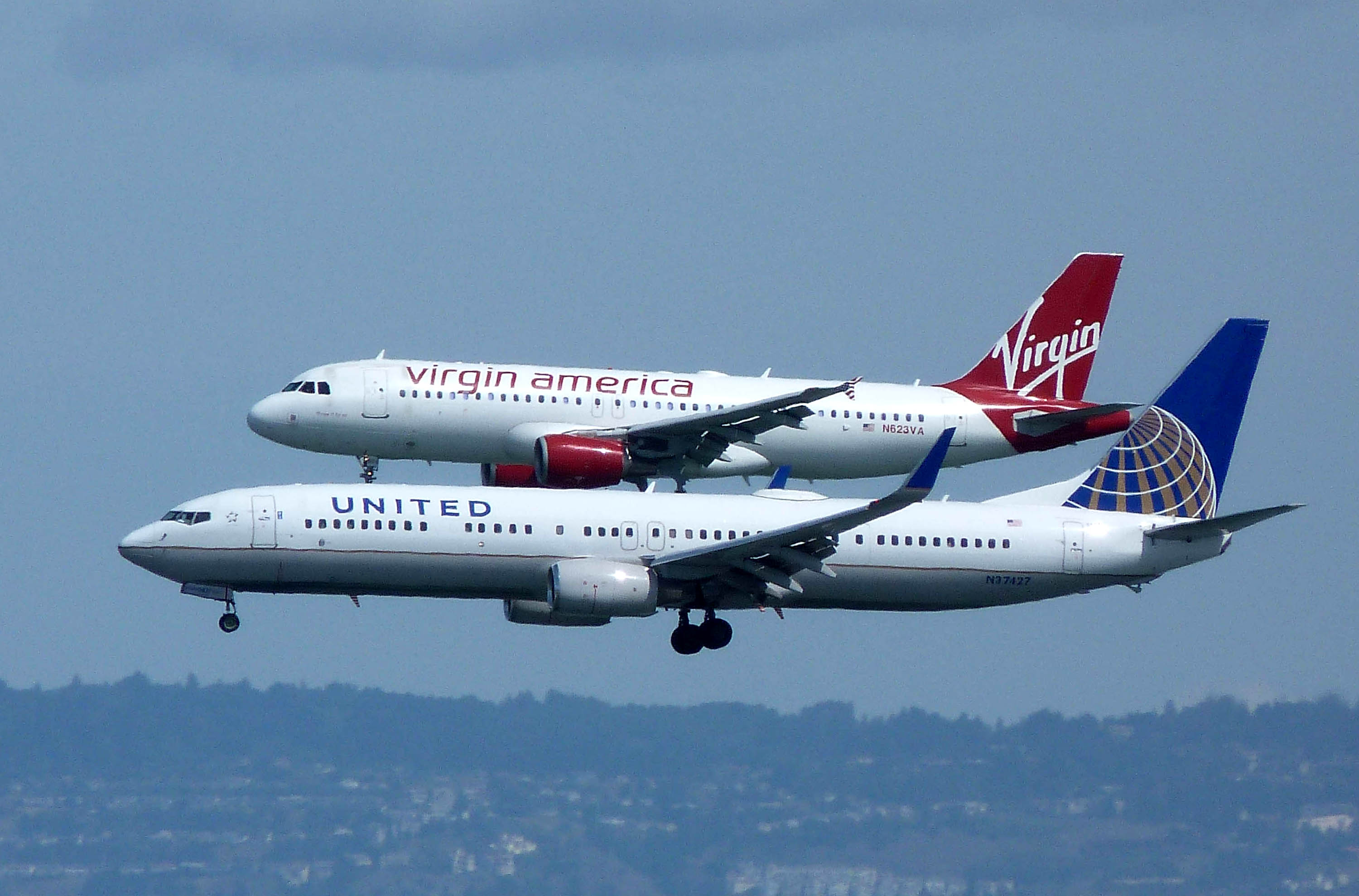
737-900（手前）と並んで飛行するA320（奥）。A320ファミリーと737シリーズは単通路機市場で直接対決している。

1990年代の後半にかけて、米国の航空機メーカーも相次いで単通路機の次世代化を行いA320に対抗した。マクドネル・ダグラスはMD-80をベースにV2500エンジンを搭載して近代化したMD-90を開発した。ボーイングも737のエンジン更新した737NG (Next Generation) を開発した。小型の単通路機は双通路機よりも利幅が小さいことから、ボーイングもマクドネル・ダグラスも完全新規開発をためらい、既存機の改良の道を選んだ。これに対してエアバスは、A330やA340とシステムを共通化して開発費を分散させたことで、A320のような単通路機にも最新鋭のシステムを実装することに成功した。
A320ファミリーの納入数は、1991年と1992年に年間100機を超え、それ以降も毎年50機以上を記録した。そして1999年にはA320ファミリーの総納入数が1,000機を超え、4月15日に1,000号機と1,001号機の引き渡しセレモニーが行われた。1999年以降の毎年の納入数は、A320単体で100機、ファミリー全体で200機を上回るようになった。
1990年代には、ノースウエスト航空やユナイテッド航空をはじめとして米国の大手・中堅航空会社が相次いでA320ファミリーを導入した。次第に米国でもA320の乗務資格を有するパイロットやA320の整備経験を積んだ整備士が育ち、2000年代に入る頃には、新興のいわゆる格安航空会社 (LCC) でもA320ファミリーの運航体制を整えパイロットや整備士を確保できる環境ができつつあった。また、A320は中古機市場でも人気があり、航空機リースを行う上で有利な機材となったことで、資金が限られる新興航空会社でもリースでA320を導入しやすい状況であった。このような状況下で、2000年2月に運航開始した米国のジェットブルー航空は、A320を採用し3年間で40機にまで運用数を拡大した。続いてフロンティア航空も2001年にA319を導入し、ファミリー機の採用を拡大していく。欧州の格安航空会社でもA320ファミリーが選ばれるようになった。

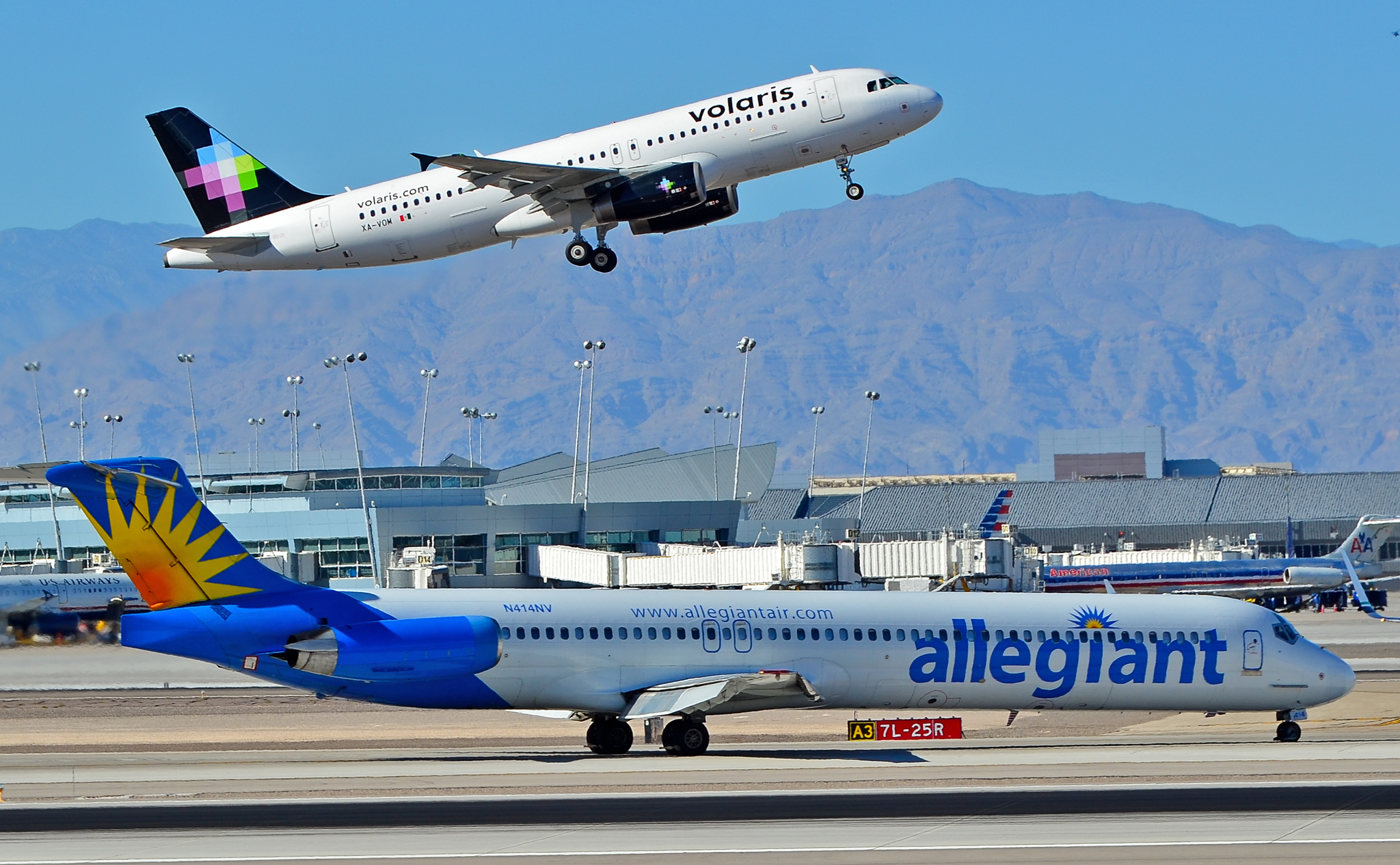
A320（飛行中）とMD-80（地上）。2002年に、A320ファミリーとマクドネル・ダグラスの単通路機シリーズの運航数が逆転した。

この頃、これまでコンソーシアム（共同事業体）の形態とっていたエアバス・インダストリーは、2001年1月1日付で統合企業に改められ社名も単に「エアバス」となった。同年、A320単体の累計納入数が1,000機を超えた。そして翌2002年には年間納入数でA320ファミリーは737シリーズを上回り、運航機数においては、A320ファミリーはマクドネル・ダグラスの単通路機シリーズ (DC-9/MD-80/MD-90) を抜いた。2003年に、A320ファミリーの累計納入数は2,000機に到達した。

### 中国での生産開始
エアバスは生産力の増強を図りつつ中国市場へも攻勢をかけるため、欧州以外で初となる最終組立拠点を中国の天津に開設することを決めた。2005年12月にエアバスと中国政府が工場建設の覚書を締結し、工場は2007年5月に着工、2008年8月に稼働を開始して、9月に正式オープンした。天津工場製の初号機は2009年5月18日に初飛行し、同年6月23日に顧客へ納入された。天津で完成した機体は、当初は中国の航空会社向けであったが、後に一部アジアの航空会社へも納入されるようになった。
2009年3月時点で、A320ファミリー全体の累計受注数は6,313機で、納入数は3,764機であった。発注者の地域別内訳は北米が1,988機、欧州が1,763機、アジアが1,595機であり、地域間の大きな偏りがなく販売された。

### 様々な改良
A320-200の登場時に72トンであった最大離陸重量は、その後段階的に引き上げられ、73.5トンや77トン、78トンといった仕様が設定された。離陸重量の増加分は燃料搭載量の増加にあてられ、それに伴い標準航続距離が延長された。エンジンも改良が加えられ、燃費や環境性能の向上が進められた。計算流体力学の技術を用いて空力面の改良も加えられ、翼と胴体をつなぐフェアリングやエンジン・パイロンの形状などが変更された。飛行システムも改良され、継続降下進入 (CDA) 方式や広域航法に対応する機能が追加され、より効率的な運航の実現が図られている。客室についても頭上の手荷物収容スペースが改良され容積効率が改善されたほか、内装の更新により室内空間が拡大された。客室の照明・空調を管理したりメッセージ放送を行ったりする客室乗務員向けの業務システムも導入された。
代替飛行場から離れた経路を飛行可能となるETOPS要件の適用範囲も順次拡大され、2004年3月に欧州航空安全機関（以下、EASA）から、2006年5月には米国連邦航空局（以下、FAA）からA319、A320、A321に対して180分のETOPSが認められた。続いて2006年11月には、A318についてもEASAより180分のETOPSが認められた。

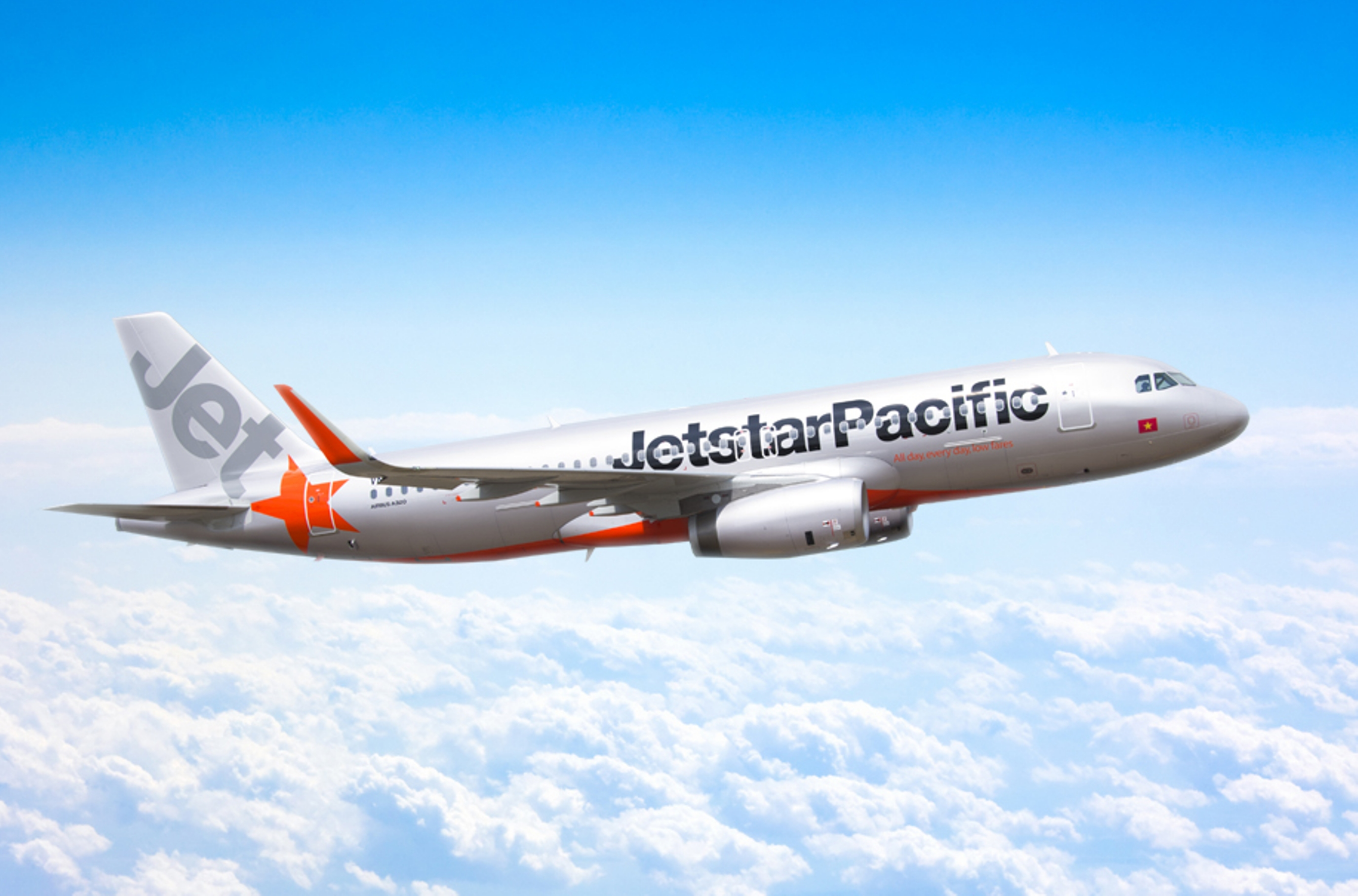
シャークレットを装備したA320。

その後もさらなる燃費低減を進め、2009年11月にはウイング・チップ・フェンスに替えて新しい翼端装置を採用することが発表された。この翼端装置は、主翼端が上方に折り曲げられて大型のフィン状をしており「シャークレット」と名付けられた。エアバスは、飛行距離が2,000海里（3,704キロメートル）程度の場合に、シャークレットを装備することで燃料消費を3.5パーセント低減できるとした。
2010年から2011年にかけてシャークレットの開発や試作が進められた。そしてA320の初号機にシャークレットが装着され、2011年11月30日に飛行試験を開始した。シャークレット装備仕様は、2012年11月30日にEASAから最初の型式証明を取得し、翌月21日にエアアジアに初納入された。シャークレットはA318を除くA320ファミリー機に設定され、2014年の納入機からシャークレットが標準仕様となった。

### 後継機の検討
A320の改良と並行して、エアバスはA320の後継機をどうするか研究を進めていた。後継機の考え方は大きく分けて2つあり、一方は完全な新設計機を開発する案、もう一方はA320に新エンジンを搭載し新世代化を図る案であった。
新設計する案はNSR (New Short Range) と名付けられ、主翼や胴体構造への複合材料の採用、最新の空力設計、エンハンスト・ビジョン・システムといった最新のアビオニクスの導入などが検討された。この頃、A320や737のサイズの旅客機向けに次世代エンジンの研究がいくつか進んでいた。これらの次世代エンジンは、オープンローターあるいは大直径ファンを有することから、新たな機体設計を要した。次世代エンジンの実用化時期は早くて2025年ごろと見積もられたが、これでは2010年代の就航を目指していたNSR計画には間に合わず、かといって既存エンジンでNSRを開発した場合は次世代エンジンの登場によりNSRがすぐに旧式化してしまうことが懸念された。
このような状況で、エアバスは多額の開発費を要する新規開発は行わず、A320を新世代化改良することを決めた。具体的にはA320の機体設計はそのまま活用し、当時最新の高効率エンジンに刷新することとなった。エアバスはこの改良型をA320neoと名付け、2010年12月1日に正式開発の決定を発表された。「neo」は「New Engine Option」（新エンジン選択型の意）の頭字語と「新しい」という意味のギリシア語「neo」をかけたものである。そしてneoの登場に伴い、従来型のA320ファミリーはA320ceo（Current Engine Option; 現行エンジン選択型の意）と呼ばれ区別されることとなった。
A320と競合する737についても同様の後継機問題を抱えていた。ボーイングは新設計の単通路機を研究していたものの最終的には既存機の改良を選び、2011年8月30日に737MAXの開発を決定した。こうして単通路機の市場競争は新たな段階に入ったが、9か月先行する形となったA320neoは、737MAXの発表までにリース会社を含む14社から900機を超える大量受注を獲得していた。

### A320neoの開発

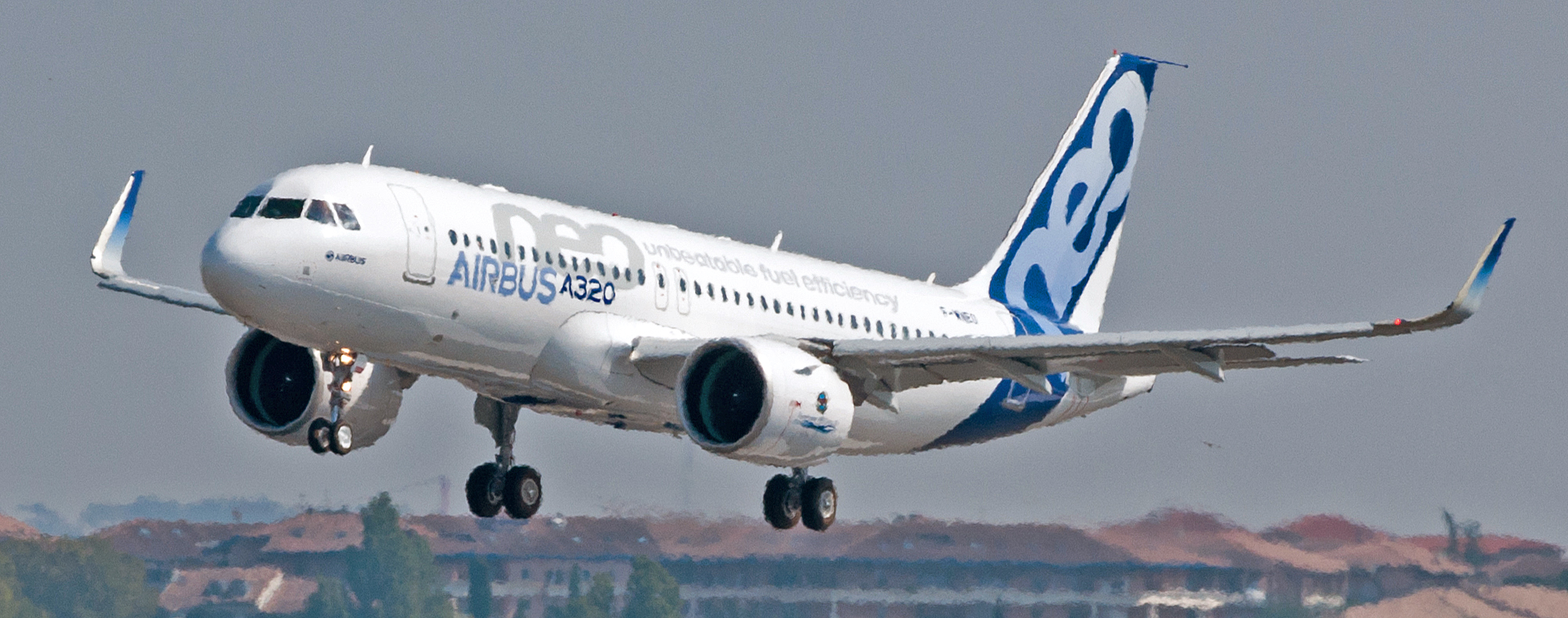
初飛行で撮影されたA320neo。

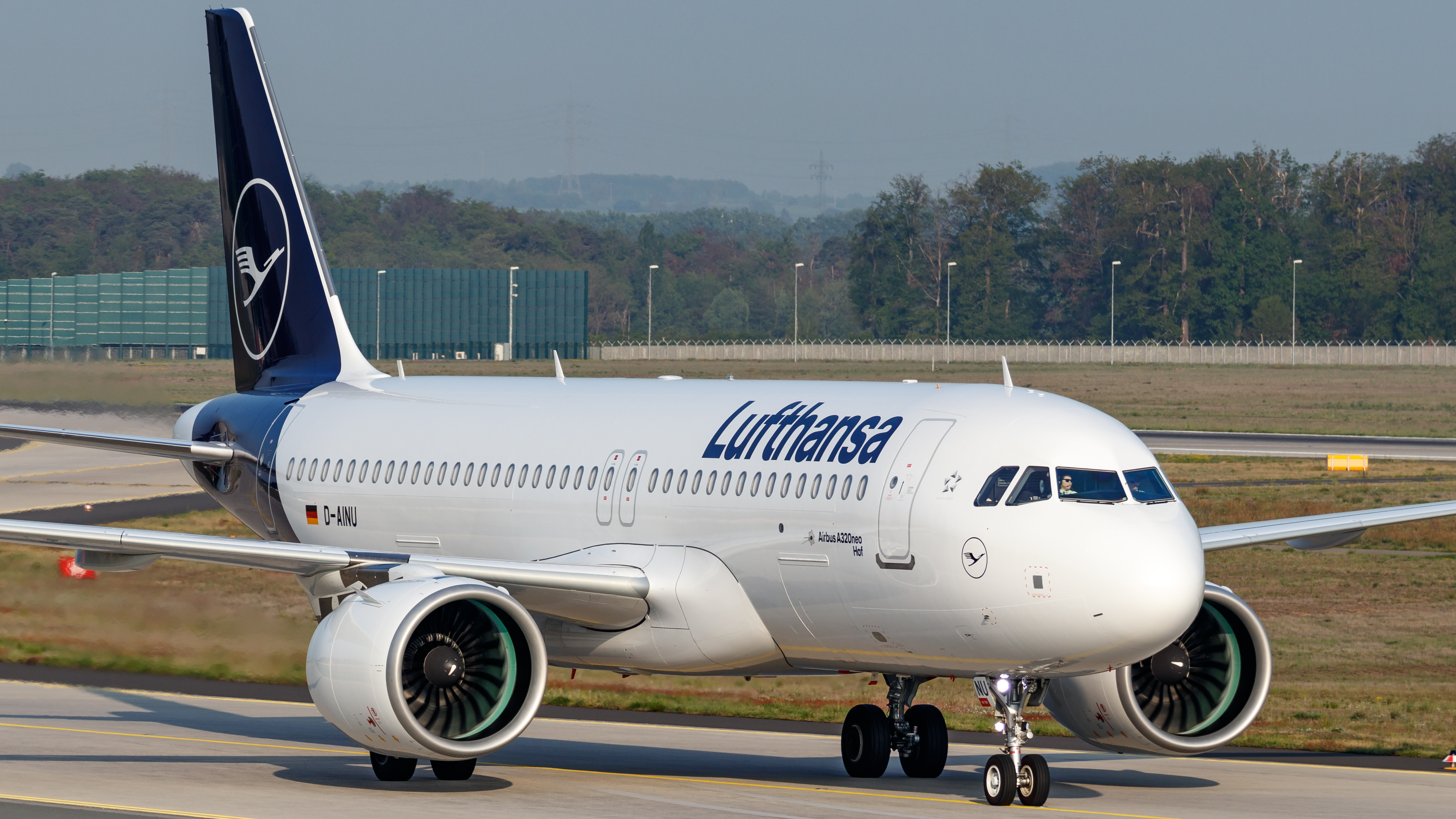
PW1100G装備型のA320neo。エンジン直径が大きくなったが、地上とのクリアランスが確保されており降着装置は従来と同様である。

A320neoは名前の通り装備エンジンが最新のターボファンエンジンに一新された。設定されたエンジンは、プラット・アンド・ホイットニー (P&W) 社のピュアパワーPW1100Gシリーズと、CFMI社のLEAP-1Aシリーズの2種類である。両エンジンとも直径が大きなファンを備えてバイパス比を上げることで、燃費性能の向上が図られた。
PW1100Gは、ピュアパワーPW1000Gシリーズの中の1タイプである。PW1100Gはファンの回転数を最適化するため減速機を備えておりギヤードターボファンエンジンとも呼ばれる。これにより12:1という非常に高いバイパス比を実現した。エアバスは、2008年10月に開発中のPW1000エンジンをエアバス社有のA340-600に装備して飛行試験を行い、P&W社の開発作業を支援していた。この時点でエアバスはPW1000エンジンの導入は未定だとしていたが、結果的にA320neoに採用されることになった。
LEAP-1Aは、CFM56の後継エンジンとして、2008年7月に正式開発が開始された。こちらはファンの減速機を持たないものの、最新の材料技術や空力設計技術により、エンジンコアを小型化・高効率化したりファンを最適化したほか、システムにも改良を加えることで燃費性能の向上が図られた。
A320neoの両エンジンは、A320ceoのエンジンと比べてファンの直径が数十センチメートルほど拡大しているが、エアバスはカウリング下端と地面の間には必要な距離が確保できるとして、降着装置の延長などは行われなかった。限られた期間で開発するため、新エンジンのカウルの設計には3次元モデルによるデジタル・モックアップが積極的に用いられた。
エンジン以外の基本的な機体設計はA320ceoファミリーのものが踏襲され、設計の95パーセントが共通とされた。A320neoでは、主翼のシャークレットが標準装備となった。
エアバスはA320neoの開発と合わせてA320ceoのさらなる改良も行なっていた。
neoとceoの双方に適用された改良として、スペースフレックス (Space-Flex) と名付けられた新客室レイアウトや、客室照明の完全LED化、コックピットへのヘッドアップディスプレイ (HUD) 導入があげられる。スペースフレックスでは、機体後部のギャレーとトイレのスペースを圧縮することで、座席数を6席増やすことが可能になった。ヘッドアップディスプレイは機長席と副操縦席にそれぞれ装着でき、新造機にオプション設定されたほか、既存機への装着改修も可能とされた。
A320neoの初号機はPW1100Gエンジン装備型で、2014年9月25日にトゥールーズで初飛行した。翌2015年5月19日には、LEAP-1A装備型も初飛行した。同年11月24日、まずPW1100G仕様に対してA320neoの最初となる型式証明がEASAとFAAより交付された。
当初は2015年中にカタール航空が最初のA320neoを受領する計画であったが、PW1100Gエンジンの性能上の問題により延期された。その結果、翌年1月20日ルフトハンザ・ドイツ航空に対してA320neoの初引き渡しが行われた。ルフトハンザは1月のうちにドイツ国内線でA320neoの路線就航を開始し、同年4月にはロンドンとフランクフルトを結ぶ国際線にも投入した。
2016年5月31日には、LEAP-1A装備仕様についてもEASAとFAAから型式証明が交付され、7月19日にトルコのペガサス航空に対して初引き渡しが行われた。
PW1100Gの初期バージョンでは、エンジン始動に時間を要する問題があり、P&W社は改良に追われた。それ以外にも、A320neoの運航開始後の初期にはPW1100GエンジンとLEAP-1Aエンジン共にいくつかの問題が見つかり、それぞれのメーカーによる改良や対策が行われた。

### ファミリー機のneo化

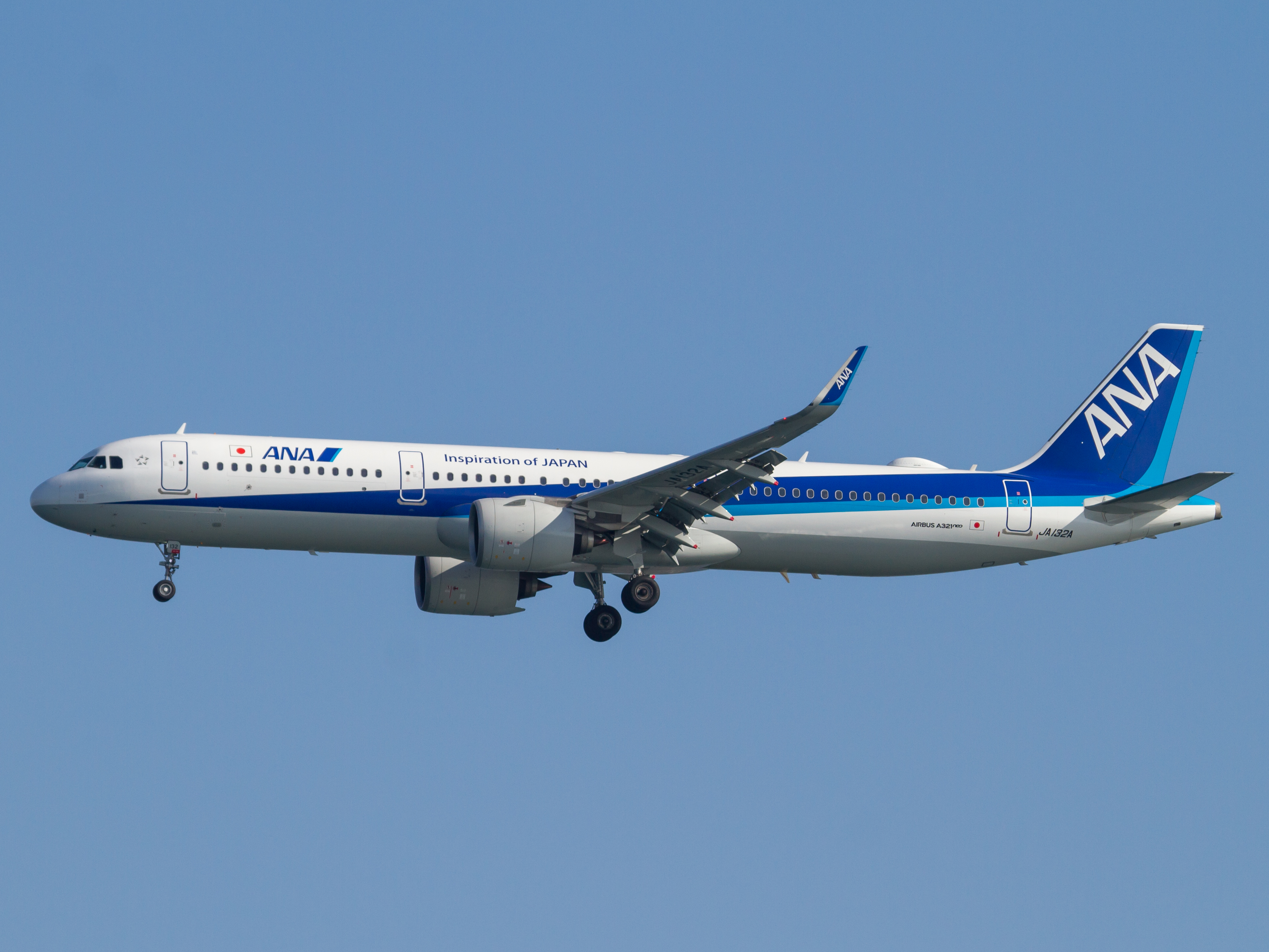
全日本空輸はPW1100G装備型のA321neoの納入初号機を受領した。

2010年12月のA320neo開発決定時に、ファミリー機のA321とA319についてもneoを開発することが決まっていた。ファミリー最小のA318については、2003年から2010年までの累計納入数が74機にとどまっており、将来需要が見込めないとしてneoの開発は見送られた。A321とA319は共にPW1100GエンジンとLEAP-1Aエンジンを装備可能とされ、機体サイズに応じて各エンジンには推力増強型と抑制型が用意された。2015年5月19日には、A320neoファミリーをベースとしたエアバス・コーポレート・ジェットの開発も決定し、ACJ320neoファミリーと名付けられた。
A321neoの初号機はLEAP-1Aエンジン装備型で2016年2月9日に初飛行した。翌月にはPW1100Gを装備したA321neoも初飛行を行なった。その後A321neoは試験飛行を行い、2016年12月15日にPW1100G仕様型、翌年3月1日にはLEAP-1A仕様型に対してそれぞれ型式証明が交付された。2017年4月20日にLEAP-1A仕様のA321neoがヴァージン・アメリカに対して初引き渡しされ、同年9月5日にはPW1100Gエンジン装備機も全日本空輸に対して初納入された。
長胴型のA321はボーイング757の後継機市場にも進出しつつあったが、本格的に757を代替するためには、航続力の強化が必要だった。そこでエアバスは2015年1月13日に、A321neoの航続距離延長型となるA321LR（Long Range、長距離の意味）の開発を決定した。A321LRは2018年1月31日に初飛行し、10月2日に型式証明を取得、11月14日に初引き渡しがアルキア・イスラエル航空に対して行われた。2019年6月17日には、A321の航続力をさらに強化したA321XLR (Xtra Long Range) を開発するとエアバスが発表した。A321XLRは、アメリカン航空やカンタス航空、イベリア航空やエアリンガスを傘下に持つインターナショナル・エアラインズ・グループなどから受注を獲得し、2023年納入の計画で開発が進んでいる。
この間にA319neoの初号機もLEAP-1Aエンジン仕様で製造され、2017年3月31日に初飛行した。同様に試験飛行を経て、2018年12月にLEAP-1A仕様のA319neoへの型式証明が交付された。その後、A319neoの初号機はエンジンをPW1100Gに換装し、2019年4月25日に同エンジンでの初飛行を行なった。2019年現在においてPW1100G仕様のA319neoは、型式証明取得に向けた試験飛行を行なっている。A319neoの納入初号機は2019年7月16日に個人客に引き渡された。

### さらなる販売の伸びと生産強化
A320ファミリーの年間納入数は概ね増加を続け、2006年には300機を上回り2009年には400機を超えた。A320単体の年間納入数も同様で、2008年に200機を超え2011年には300機を超えた。A320ファミリーの累計納入数は伸び続け、2012年2月に5,000機、2014年3月には6,000機に達した。
この間、A320ファミリー内の需要の中心が大型機に移っている。A320、A321、A319が揃った1996年以来、A320、A319、A321の順に納入数が多かったが、2000年代の後半から徐々に売れ筋が大型化してきた。2006年のファミリー内の納入数シェアは、A321が10パーセント弱でA320が43パーセント、A319が73パーセントであった。2010年を境にA319とA321の納入数が逆転し、2016年にはA321が44パーセント、A320が53パーセント、A319は3パーセントとなった。
A320neoファミリーの開発と並行して段階的に生産体制が強化されてきた。エアバスは、2012年7月にA320ファミリーの最終組立を米国でも行うことを決め、アラバマ州モビールに工場を建設した。アラバマ工場は2013年4月に着工し、2015年9月から本稼働している。米国製の初号機は2016年3月に初飛行し、4月に顧客へ引き渡された。
2008年2月1日にはA320ファミリー全体での納入数が8,000機に達し、2019年10月11日には、A320"neo"ファミリーの納入数が1,000機に達した。
2019年現在、A320の最終組立が行われているのはフランスのトゥールーズ、ドイツのハンブルク、中国の天津、アメリカのモビールの4か所である。A319はハンブルク、天津、モビールの3か所、A321はハンブルクとモビールの2か所で最終組立されている。A318については2015年を最後に生産が途絶えている。

## 機体

### ファミリー構成
A320ファミリーは世代により、当初型のA320ceoファミリーと新世代エンジンに刷新したA320neoファミリーに分けられる。A320ceoファミリーは、基本型のA320、長胴型のA321、短胴型のA319とA318の4機種で構成される。A320neoファミリーは、A319neo、A320neo、A321neoで構成される。
以下本節では、主に基本型のA320について説明する。ファミリー各機種については、個別ページ（A321#機体、A319#機体、A318#機体）を参照のこと。A320neoについての詳細はA320neoも参照。またコーポレートジェット仕様についてはエアバス・コーポレート・ジェットも参照されたい。

### 形状・構造

#### 基本構成

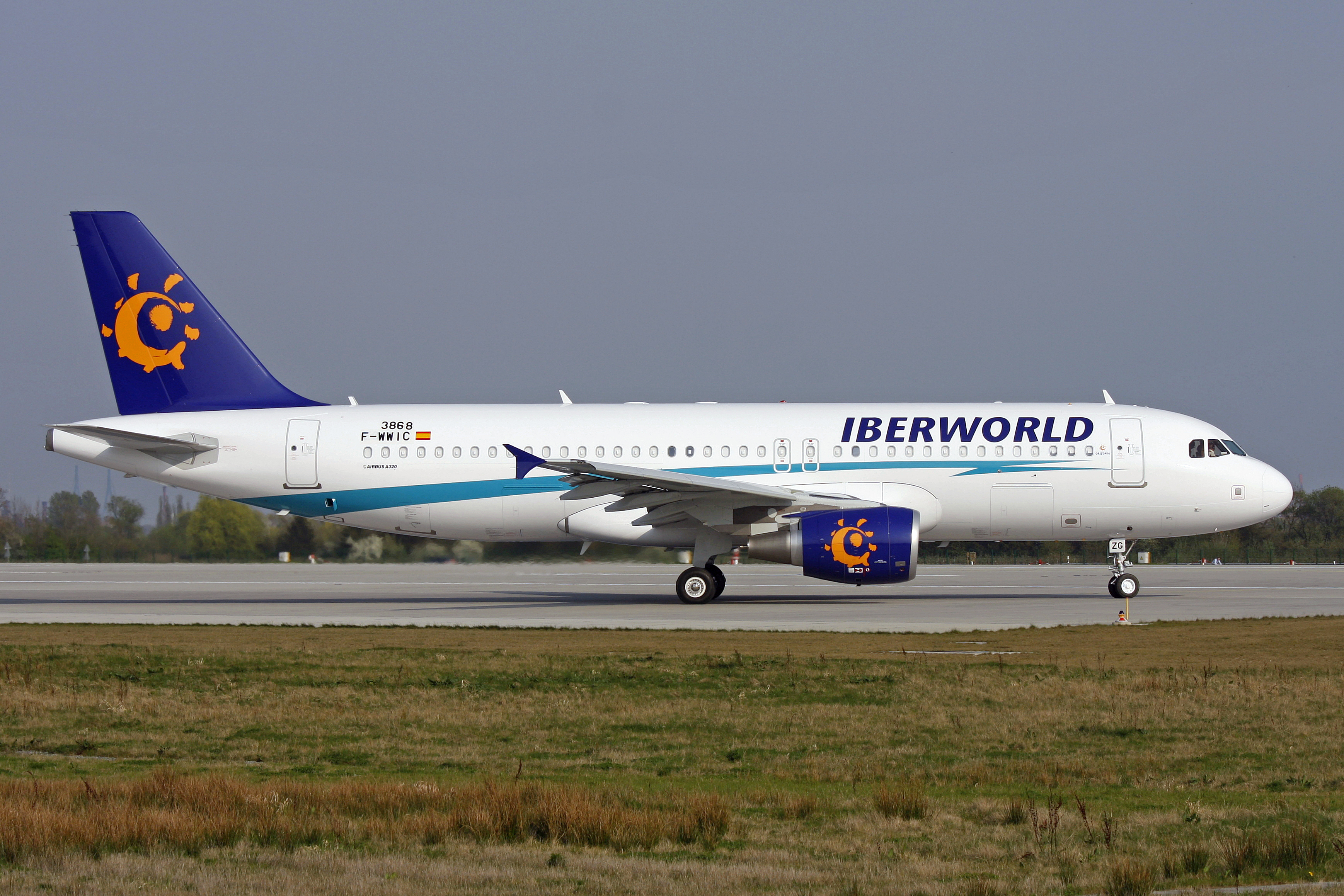
ウイング・チップ・フェンス仕様のA320を右側面から見る。

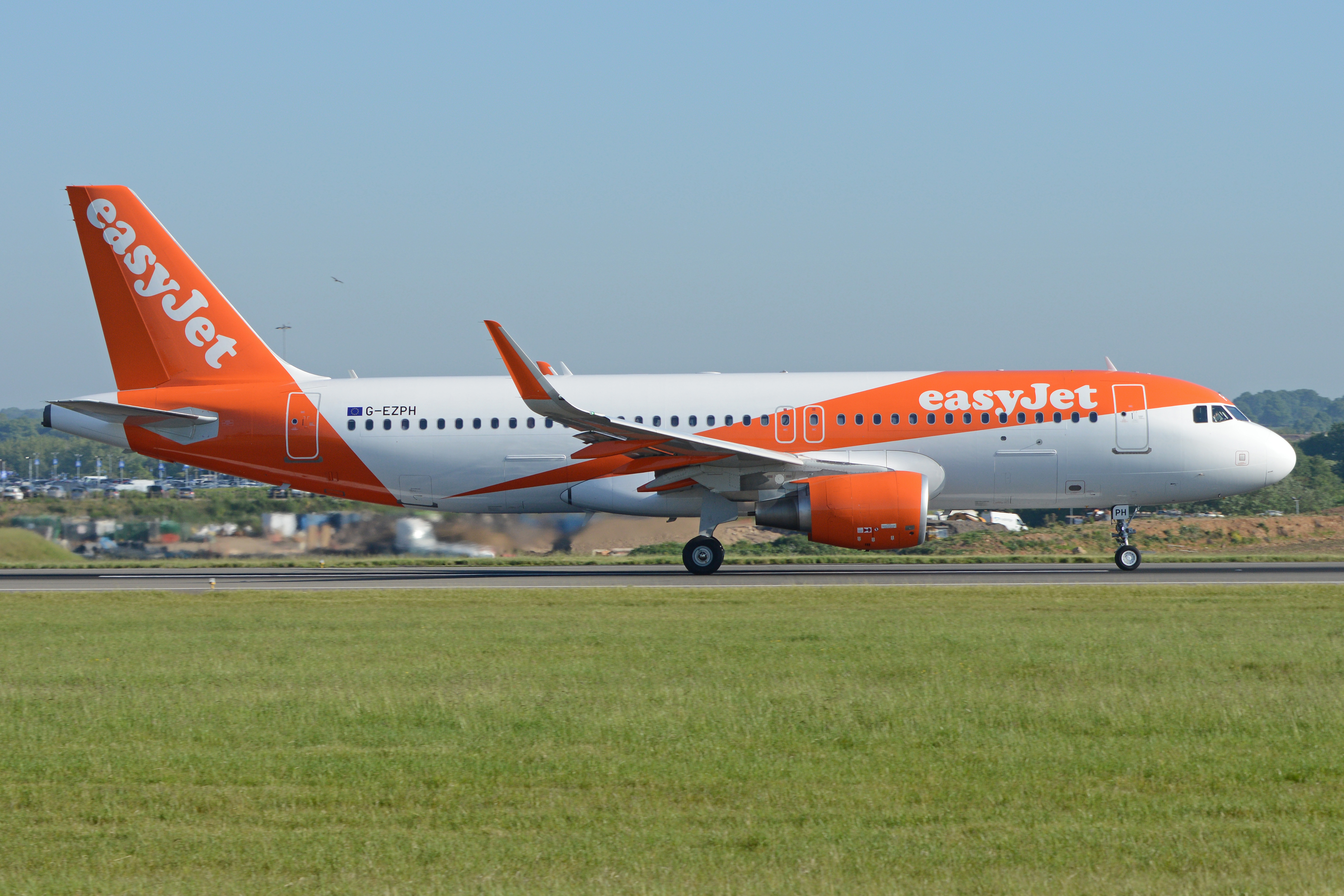
シャークレット仕様のA320を右側面から見る。

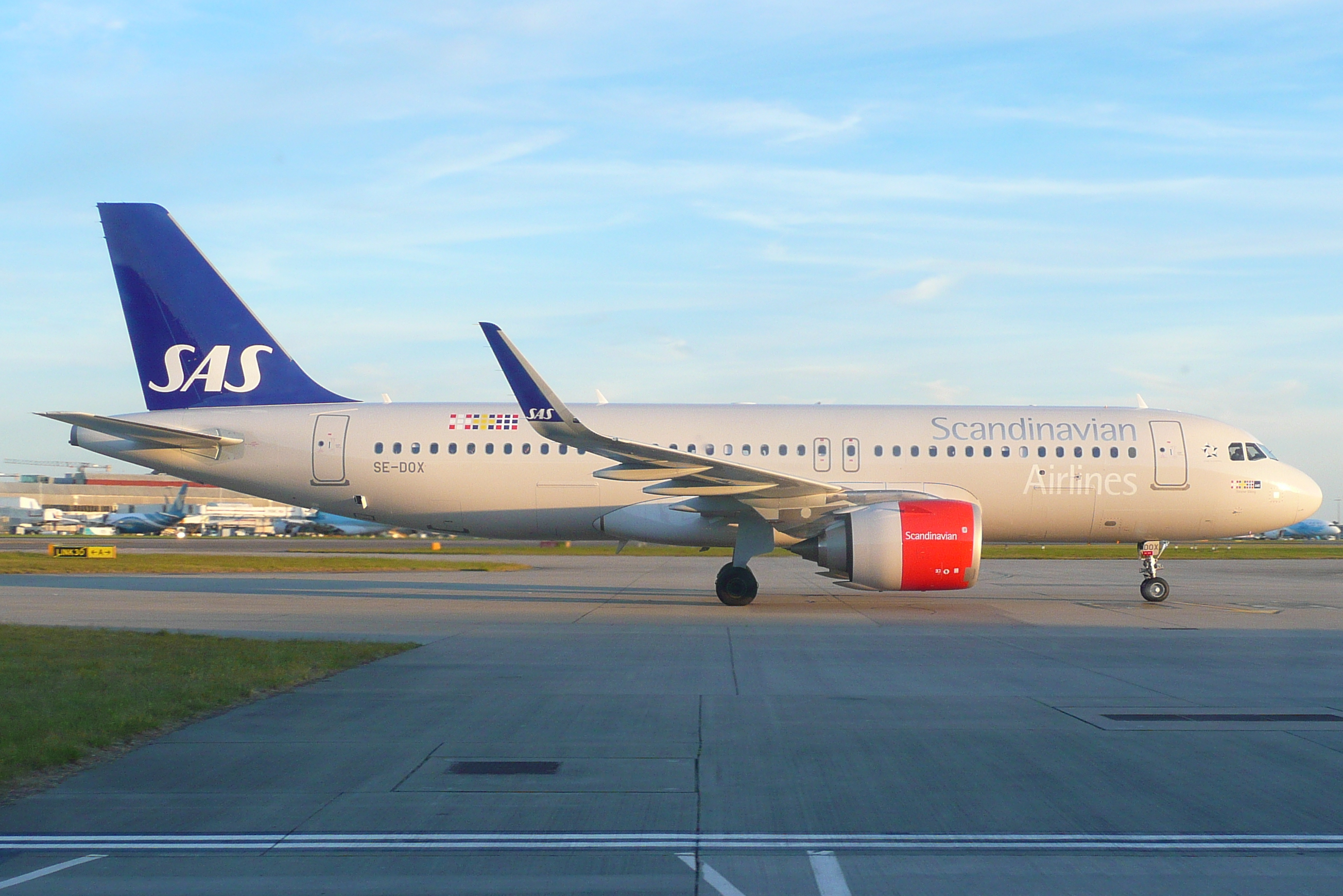
A320neoを同じく右側面から見る。

A320の機体構成は一般的な旅客機のものである。片持ち翼の主翼を低翼に配置した単葉機であり、左右の主翼下に1発ずつターボファンエンジンを備える。尾翼は通常配置で、垂直尾翼と水平尾翼はともに胴体尾部に直接取り付けられている。降着装置は前輪式配置で機首部に前脚、左右の主翼の付け根に主脚がある。全長は37.57メートル、全高は11.76メートル、全幅はウイング・チップ・フェンス装備型が34.10メートルでシャークレット装備型が35.80メートルである。
機体構造の材料は、アルミニウム合金やチタン合金といった金属が中心だが、構造重量の15パーセントは複合材料が用いられている。使用されている複合材は、炭素繊維強化プラスチック (CFRP)、アラミド繊維強化プラスチック (AFRP)、ガラス繊維強化プラスチック (GFRP) であり、AFRPとGFRPは二次構造部材、CFRPは二次構造部材のほか主構造材にも用いられている。

#### 主翼
主翼はテーパーがついた後退翼で、翼面積は122.6平方メートルである。25パーセント翼弦での後退角は25度、アスペクト比
は約9.5と、後退角が浅く翼幅の大きい翼である。翼厚比は10.8パーセントでA310と近い値であるが、断面形状はかなり異なりA320の翼は後半部が比較的厚い。主翼構造は、胴体と一体化している中央翼構造および左右の片持ち翼構造から構成される。左右の主翼は箱型応力外皮構造（ボックス構造）であり、前桁、後桁、リブ（小骨）、ストリンガ（縦通材）、そして上下の外板らで構成される。中央翼構造はトラスで補強されたボックス構造で、翼にかかる揚力などを胴体に伝える働きを担う。
主翼には高揚力装置として前縁にスラット、後縁にファウラー・フラップを備える。スラットは片翼あたり6枚で、ほぼ全幅にわたり配置されている。エンジン・パイロンの付け根を境にフラップは内翼と外翼に2分割されており、その外側に補助翼がある。主翼上面には片翼あたり5枚のスポイラーがある。スポイラーはロール操縦にも用いられる。動翼には複合材料を多用することで軽量化が図られている。
翼端装置として誘導抵抗を減らす効果のあるウィング・チップ・フェンスまたはシャークレットを備える。ウイング・チップ・フェンスは鏃状の整流板で、シャークレットはウイングレットのように翼端を上に曲げた形状を有する。開発当初はウイング・チップ・フェンスが標準装備であったが、のちにシャークレット仕様が開発され、A320neoではシャークレットが標準装備となった。また、既存の機体にシャークレットを後付けすることも可能である。
主翼のボックス構造内は燃料タンクである。タンクは左右が各2分割され中央1区画と合わせて5区画に分かれており、両端はサージタンクとなっている。

#### 胴体
A320の胴体断面は直径が異なる2つの円構造を結合した「ダブル・バブル構造」である。断面の外寸は幅3.95メートル、高さ4.14メートルである 。胴体長は全長に等しく37.57メートルである。客室部分をできるだけ一定幅で保ちつつ、尾部の平面形のくびれを工夫するなどして抵抗を低減している。胴体構造はセミモノコック構造であり、フレーム（円周方向の構造材）、ストリンガ（前後方向に延びる縦通材）、外板、ビーム（左右方向の補強部材）、圧力隔壁などで構成される。胴体最下端から1.679メートル上にビーム構造があり、客室の床を支持する。胴体は尾部を除き与圧構造である 。

#### 尾翼
水平尾翼の翼幅は12.45メートル、垂直尾翼の高さは5.87メートルである。水平・垂直尾翼ともに前桁と後桁、外板、リブで構成されたボックス構造であり、ほとんどは複合材料製である。
水平尾翼は水平安定板と昇降舵で構成される。水平尾翼は在来機のような中央翼構造は持たず、左右の翼が胴体内で金具により結合されている。この結合部の前方にジャッキ・スクリューが取り付けられており、水平安定板の角度を変えてトリムを調整できる。水平尾翼と胴体との結合は、後桁に左右一か所ずつ設けられた金具とベアリングにより行われる。左右の昇降舵はアクチュエータを2か所ずつ備え、左右独立して駆動される。
垂直尾翼は垂直安定板と方向舵で構成される。垂直尾翼の最下部で胴体に結合されている。方向舵は垂直安定板の後桁にベアリングで結合されており、アクチュエータにより駆動される。

#### 降着装置

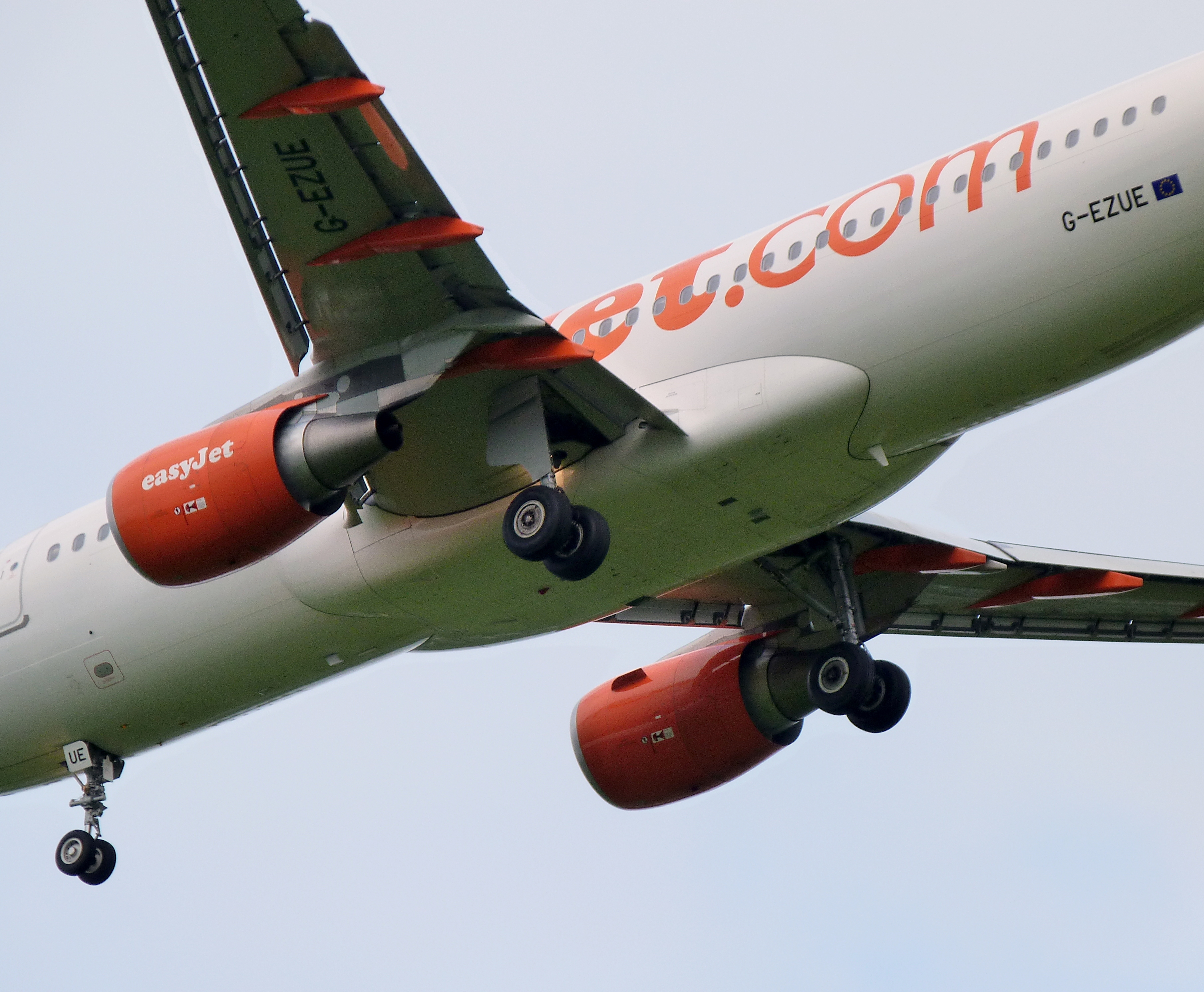
A320の主翼の付け根部分。主脚等を格納するため「バスタブ」状に底面が張り出している。

左右の主脚および前脚はそれぞれ2輪式である。前脚・主脚とも引き込み式で、昇降は通常時は油圧により行われ、非常用の脚下げ機構のみ他機種と同様にケーブルが用いられる。ホイールはアルミニウム合金製、タイヤはラジアルタイヤである。ブレーキは多板式のディスクブレーキで、ディスクにはカーボンが用いられる。ブレーキは油圧で作動し、アンチスキッドや自動ブレーキシステムを備える。前脚は油圧駆動のステアリング機構を有し、地上にいるときのみ旋回が可能である。

### エンジン
A320のエンジンはA320ceoとA320neoで世代が分けられ、いずれも高バイパス比のターボファンエンジンである。
A320ceoのエンジンは、CFMI社のCFM56とIAE社のV2500の選択式である。CFM56エンジンはA320ファミリー全てに設定されており、V2500エンジンはA318を除くA319、A320、A321に設定されている。ファミリー機の胴体長（重量）に応じて、推力増強型と抑制型が用意されている。
A320neoのエンジンは新世代型ターボファンエンジンとなり、CFMI社のLEAP-1AあるいはP&W社のPW1100G-JMから選択できる。両エンジンはA320neoファミリー全てに設定され、やはり胴体長に応じて、推力増強型と抑制型が用意されている。
エンジンの制御はデジタル式の電子制御装置 (FADEC) により行われる。FADECはエンジン版のフライ・バイ・ワイヤとも言えるもので、スラストレバーの入力と飛行状況に応じてコンピュータによりエンジン推力を自動制御する。
補助動力装置 (APU) としてガスタービンエンジンを1基備えており、胴体尾部のテールコーン内に搭載されている。A320のAPUは、地上で主エンジンの停止中に電力や圧縮空気を供給するためのものであるが、非常時には空中でも始動可能である。

### 飛行システム

#### フライ・バイ・ワイヤ
A320の特徴として、旅客機で初めてフライ・バイ・ワイヤ技術を全面的に採用したことが挙げられる。エアバスはA320のフライ・バイ・ワイヤ・システムをEFCS (Electronic Flight Control System) と呼んでいる。
A320のフライ・バイ・ワイヤ・システムでは、パイロットの操縦操作は電気信号に変換されデジタル・コンピュータに送られる。コンピュータでは操縦入力と各種センサなどの情報に基づき計算処理が行われる。算出された指令値は電気信号として各操縦翼面や降着装置のアクチュエータに伝達される。
エアバスはA320のシステムを開発するにあたり、馬車を操るように旅客機を操縦できるようなシステムを目指した。馬車の場合、御者は馬に指示を出し、馬は指示をもとに道路状況に応じて走ることができる。御者が馬の一歩一歩の足運びまで指示することはないし、明らかな危険があれば、馬は自分の判断で回避することもできる。A320でも同じように、パイロットの指示と状況に応じてシステムが動翼を自動制御する。A320の飛行制御システムには、パイロットの操縦を補助する機能があるほか、機体や飛行の安全を守る保護機能が組み込まれている。そしてこのシステムは自動飛行制御システム (Automatic Flight Control System; AFCS) として、自動操縦装置や自動推力制御装置、および航法などを担う飛行管理装置も統合されている。
システムの設計思想を対比して、機械優先のエアバスと人間中心のボーイングと言われることもある。一方で、機械が得意な部分は機械に任せるというのがエアバス機の考え方であり、あくまで人間が中心のシステムであるとの評価もある。システムを上手に使いこなすことが、A320をうまく飛ばす要諦とも言われる。また、エアバスとボーイングは、相手の優れた機能を互いに取り入れてシステムの改善を重ねている。
A320のシステムにおいて、各種入力を受けて操縦翼面を制御するプログラムは「飛行制御則」と呼ばれる。飛行制御則は3種類用意されており、それぞれノーマル（通常）、オルタネート（代替）、ダイレクト（直接）と名付けられている。通常はノーマル制御則で運航され、システムの障害の程度に応じてオルタネート制御則やダイレクト制御則へ切り替わる。ノーマル制御則では飛行段階に応じたモードがあり、地上モードから飛行モード、着陸モードと順に切り替わり、最後に地上モードに戻る。
ノーマル制御則では保護機能によって機体姿勢や荷重、飛行速度などが許容範囲を超えることがないよう機体が制御される。例えば機体が失速状態に近づくと、自動的にエンジンを最大推力とし、迎え角がそれ以上大きくならないよう操縦翼面が制御される。また、ノーマル制御則にはパイロットの操縦を補助する機能があり、例えばトリムはシステムにより自動調整される。システムに2つの障害が発生した場合は、オルタネート制御則に切り替わる。オルタネート制御則では、操縦特性はノーマル制御則と変わらないが、一部の保護機能が働かなくなるほか、乗員は操縦機能が喪失しないよう対処する必要がある。システムに3つ以上の障害が発生した場合は、ダイレクト制御則に切り替わり、トリム調整も乗員が行う必要がある。
主操縦翼面（昇降舵・補助翼・方向舵）を制御するコンピュータは計7台あり、その他にも二次操縦翼面（高揚力装置等）を制御したり自動操縦の処理を行ったりする各種コンピュータを加えてシステム全体が構成される。コンピュータの異常を検出するための相互監視機能も備える。
A320の操縦システムは、操縦不能になるのは109時間に1回以内、操縦性の低下は105時間に1回以内という目標で設計された。システムは信頼性を高めるため、複数のコンピュータにより冗長化が図られており、さらに単純な多重化ではなく異種冗長の考え方が取り入れられている。異種冗長とは同一の欠陥あるいは故障によりシステム全体が機能喪失することを防ぐための考え方である。具体的には、多重化に際してメーカー、プロセッサ、そしてプログラミング言語が異なるコンピュータを組み合わせたり、コンピュータ内部の命令部と監視部を完全に独立させたりといった方策がとられている。電源の分離や信号線の分離配置といった対策もとられている。
油圧系統は、独立した3つの系統で構成される。油圧ポンプにより加圧された油圧は操縦系統や降着装置、ブレーキ、そしてエンジンの逆推力装置に供給される。全ての操縦翼面は油圧により駆動される。各翼面には複数のアクチュエータが備わり冗長化されている。降着装置の出し入れ、ブレーキ、ステアリングも油圧駆動である。
A320の電源は、左右のエンジンおよびAPUに備わる発電機から供給される。駐機中には、地上設備の外部電源を利用することも可能である。電源系にはバッテリーが備わっているほか、緊急時には胴体からラムエア・タービンを展開して発電および油圧の加圧を行うことができる。さらに、機体の全電源が喪失した場合に備えて、水平尾翼と垂直尾翼のトリム操作には機械式の操縦系も備えているほか、降着装置も非常用にケーブル式の脚下げ機構を有する。機械式の操縦系統が残っているのは、全電源が喪失する確率が109時間（約11万年）に1回以内ということを検証することが現実的に困難だったためとも言われる。

#### コックピット

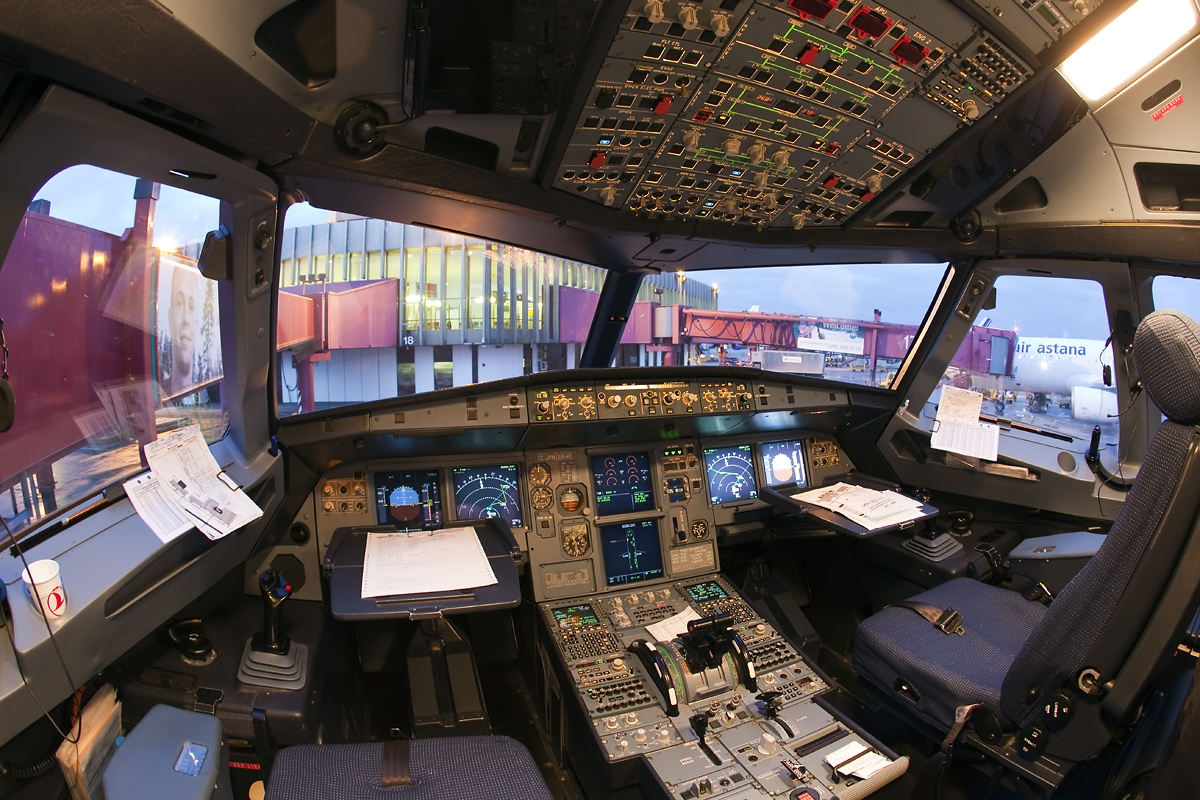
ターキッシュ エアラインズのA320コックピット。正面に操縦棹がなく、脇に操縦用のサイドスティックがある。正面には書類などが置けるテーブルが装備されている。

運航に必要な操縦士は機長と副操縦士の2名である。操縦室には機長席と副操縦席に加えてオブザーバ席が2席ある。居住性を重視した合理的なデザインであり、ポルシェのデザイン部門が設計に参画したことでポルシェ・コックピットとも呼ばれる。
A320のコックピットはいわゆるグラスコックピット化されているほか、従来機のような操縦輪はなくサイドスティックで操縦を行う。
ディスプレイは左右の操縦席に各2枚、中央に2枚の計6枚あり、全てカラー表示である。予備の計器以外の表示は全てディスプレイに集約されている。ディスプレイにはそれぞれ役割が割り当てられているが互換性があり切り替え可能である。ディスプレイが故障した場合には、 飛行の継続に支障ないように自動的に表示レイアウトが切り替わる。ディスプレイには当初はブラウン管が用いられたが、技術革新にともない液晶ディスプレイに置き換えられた。2014年からはヘッドアップディスプレイ (HUD) の装備が追加され、新造機にはオプション設定されているほか、既存機への装着も可能である。
サイドスティックはピッチとロールの主操縦に用いられ、左の機長席には左側、右の副操縦士席には右側に配置されている。左右のサイドスティックは機械的には連結されていない。通常はどちらか一方のサイドスティックで操縦する。両方のサイドスティックを同時に操作した場合は、それぞれの指令の算術和がシステムへの入力となるが、不慮の事態に備えてもう一方のスティックの入力を無効にする機能も備わる。オートパイロット作動中のサイドスティックは、従来の操縦輪のように自動的に動くことはない。操縦輪がなくなったことで各操縦席の前面には収納式のテーブルが設置され、ログを書いたり食事をとったりできる。
コックピットや飛行システムはA320ファミリーで共通化されており、操縦資格も共通である。同時にエアバスの相互乗員資格 (CCQ) の対象でもあることから、CCQ対象となるエアバス機との間であれば、短時間の訓練で他機種の資格を取得することが可能である。

### 客室・貨物室
A320の胴体は中央付近の床面を境として上層に客室、下層に貨物室が配置されている。エンジンまたはAPUのコンプレッサーによる圧縮空気を利用して、客室の空調および与圧が行われる。空調や与圧の制御および監視もコンピュータにより行われる。客室には緊急時のための酸素マスクが備わり、酸素発生装置から化学反応により酸素を生成・供給する。また、コックピットには乗客用と別に酸素供給系統がある。
操縦席を除いた客室全長は27.5メートルで、客室の最大幅は約3.6メートル、最大高は約2.1メートルである。2クラス編成での標準座席数は、A320ceoが150席、A320neoが160席から190席となっている。最大定員は通常仕様で180席であり、緊急脱出口のオプションによっては195席まで拡張可能である。客室には中央に1本の通路があり、エコノミークラスの座席配置は通路を挟んで3-3席の6アブレスト、上級クラスでは2-2席の4アブレストである。座席の頭上には、手荷物を収容するオーバーヘッド・ストウェッジ・ビンが備わる。単通路機としては胴体幅が広いことから、3列の座席のうち中央席は両隣の座席よりも数センチメートル広くすることも可能である。また、短距離路線向けに乗降時間短縮を図るため、座席幅を詰めて通路幅を広げた内装案も用意されている。
客室の扉配置は左右対称である。乗降用ドアとして客室の最前方と最後方にタイプIドアが1組ずつある。この扉は外開きのプラグ式で、非常脱出用スライドを備える。緊急脱出口として主翼上に片側あたり2枚のタイプIIIドアがある。この緊急脱出口に連動して展開される脱出用スライドは翼胴フェアリング内に備わる。

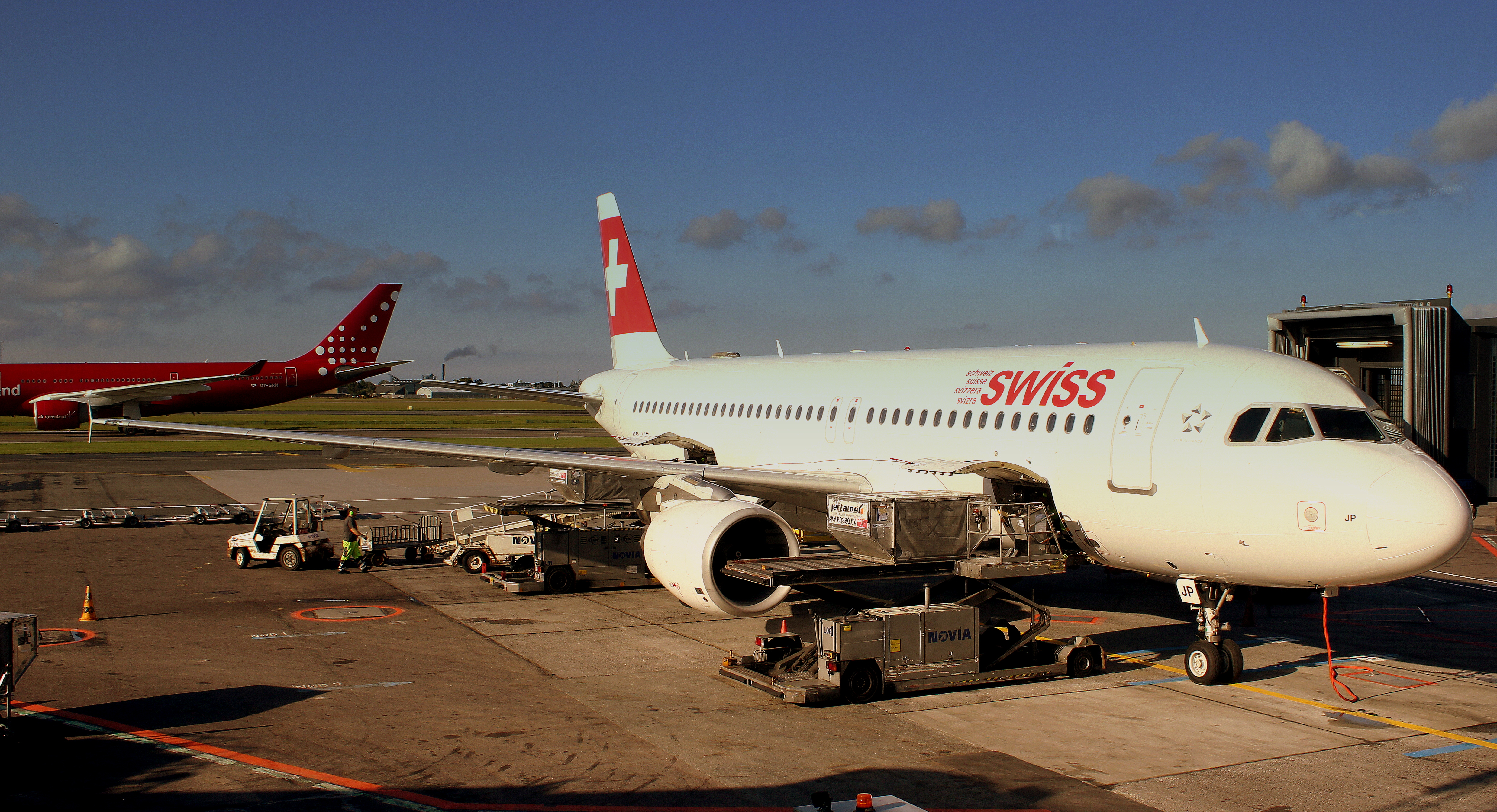
LD-3-46W航空貨物コンテナを取り扱っているA320。尾部の扉にはバルク貨物用設備も接続している。

床下の貨物室は主翼を挟んで前後2区画に分かれている。貨物室にはLD-3-46またはLD-3-46W航空貨物コンテナを搭載できる。LD-3-46/-46Wコンテナは、大型機用のLD-3コンテナと同じ幅で、単通路機用に高さを低くしたものである。LD-3-46は、元となったLD3コンテナと同じ地上機材で取り扱いでき、そのまま大型機へ搭載することも可能である。LD-3-46Wの場合は前方貨物室に3個、後方貨物室に4個まで収容できる。コンテナの積み下ろしの作業負荷を軽減するため、貨物室の床を電動でスライドさせるオプションも備わる。後部貨物室は、生物を輸送できるように換気と暖房が可能である。また、後方貨物室の尾部側は、ばら積み貨物の搭載スペースに割り当てられている。
貨物室の扉は全て右舷にある。各貨物室にはLD-3-46コンテナに対応した扉が1か所ずつ設けられている。この扉はは外開きで開口部の高さは1.24メートル、幅は1.82メートルである。加えて、ばら積み貨物用として内開きの扉が最後部にある。

### 旅客転用改修貨物型（P2F型）
シンガポール大手MRO企業STエアロスペースとエアバスはA320とA321について旅客転用改修貨物（passenger  to freighter：P2F）型の開発で合意し、P2F型機の改修、販売、管理を行う企業をドイツのエアバス、STエアロスペース共同出資の航空宇宙メーカーエルベ・フルークツォイクヴェルケ(Elbe Flugzeugwerke：EFW)へ委託することとし、従来の床下（ロアーデッキ）貨物室に追加してメインデッキにA320で最大10個、A321で最大14個の搭載補助容器（ユニット・ロード・デバイス）を積載、貨物を最大A320で21.9t、A321で27.9t積載可能で2020年2月25日、ヨーロッパ航空安全庁(EASA)から追加型式証明(STC)を取得し、ボーイング757貨物機などの入れ替え需要も含めCOVID-19によるeコマースなどの成長を取り込む見通しを立てカンタス・フレートやルフトハンザ・カーゴなどが運用している。

## 運用

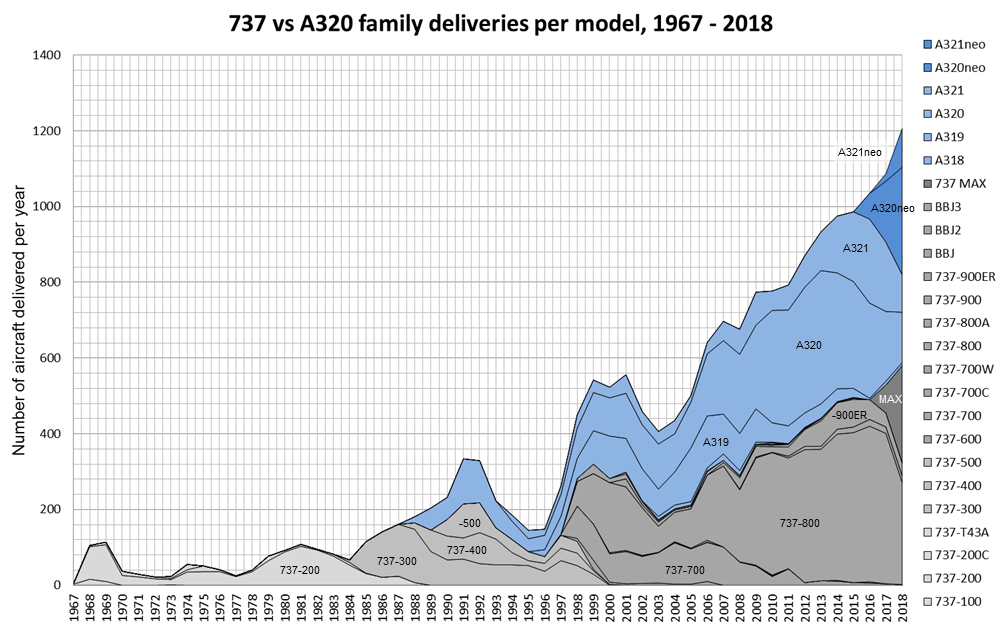
A320ファミリーと737シリーズの納入数比較（1967-2018年）

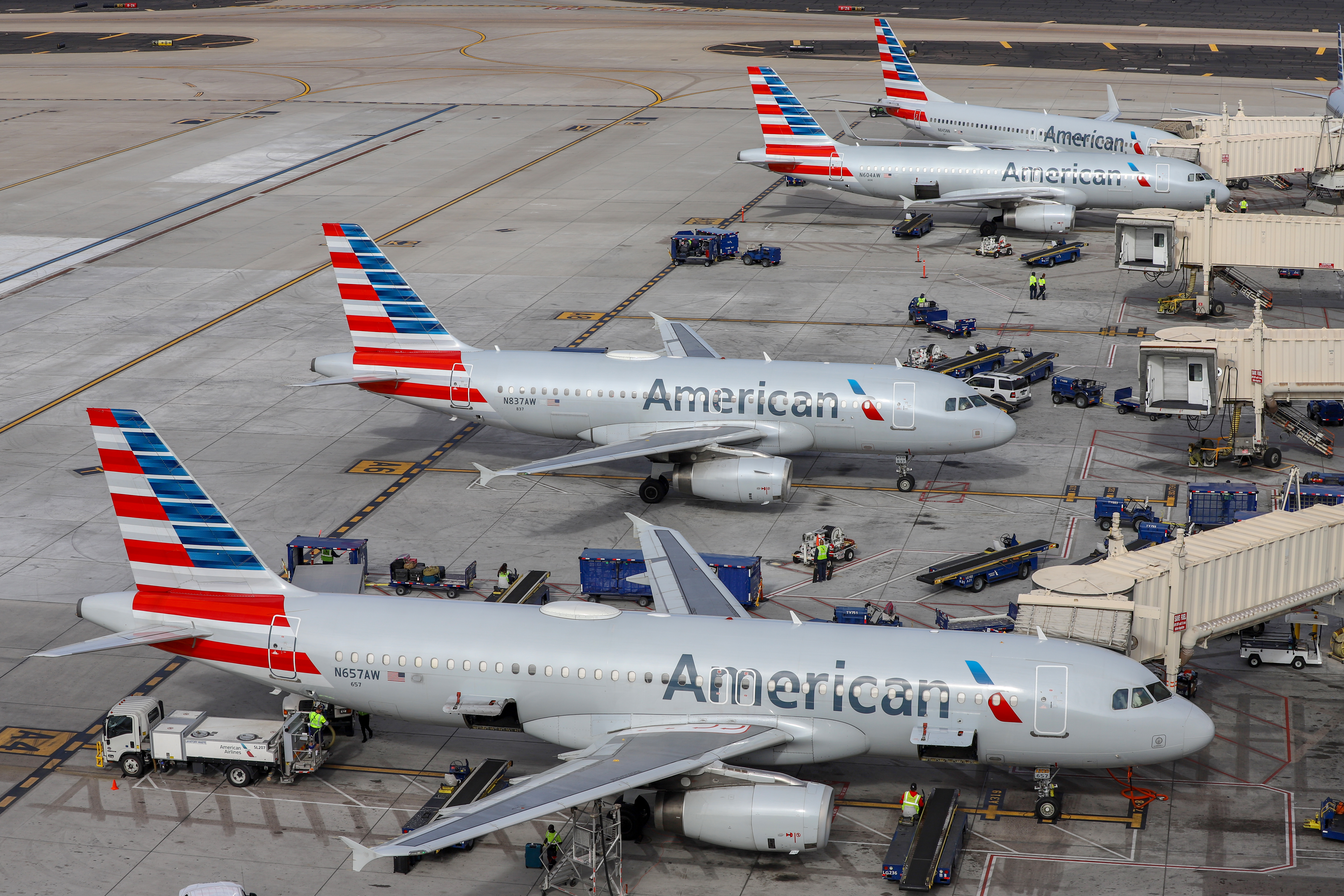
2019年現在、アメリカン航空はA320ファミリーの運用数首位の航空会社である。

本節では、A320ファミリー全体とA320単体の運用状況について述べる。その他のファミリー機については、個別ページ（A321#運用、A319#運用、A318#運用）を参照のこと。
2018年末の時点で、A320ファミリーの総受注数は14,581機で、納入済みが8,525機、受注残が6,056機である。同時点において、A320ファミリー全体で7,702機が運航中で、そのうちの7,097機がA320ceoファミリー、残る605機がA320neoファミリーである。
フライト・インターナショナル誌の統計によると、2018年7月時点で、A320ファミリー全体として民間航空会社284社で7,506機が運用されている。地域別に見ると欧州の100社で2,325機、アジア・太平洋地域の94社で2,744機、南北アメリカの37社で1,977機、中東・アフリカ地域の53社で460機が運用されている。
A320ファミリー全体の半数以上の機体は、運用数上位1割の会社で運航されている。アメリカン航空が392機を運用し、A320ファミリー最大の運用者である。次いで中国南方航空が261機、中国東方航空が248機と続く。またイージージェットはグループ会社で合計すると314機を運用している。この他に運用数が多い会社は、北米ではジェットブルー航空（188機）、デルタ航空（177機）、ユナイテッド航空（165機）、欧州ではルフトハンザ・ドイツ航空（173機）、ブリティッシュ・エアウェイズ（135機）、アジアではインディゴ（162機）、中国国際航空（142機）があげられるほか、エアアジアグループでも合計で200機超の運用がある。
A320単独では、2018年末の時点で総受注数が8,961機、納入済みが5,213機、受注残が3,748機である。運航中の機体は4,642機で、A320ceoが4,151機、A320neoが491機である。
フライト・インターナショナル誌の統計によると、2018年7月時点でA320は航空会社240社で4,155機が運用されている。地域別の内訳はアジア・太平洋地域の84社で1,896機、欧州の78社で1,235機、南北アメリカの32社で981機、中東・アフリカ地域の47社で369機となっている。
A320の運用数上位5位は、中国と北米の航空会社で占められる。運用数首位はインディゴで162機、次いで中国東方航空が151機、ジェットブルー航空が130機、中国南方航空が128機、ユナイテッド航空が98機と続く。欧州で運用数首位の会社はブエリング航空（98機）、次いでイージージェット（92機）、ルフトハンザ航空（80機）と続く。イージージェットやエアアジアはグループ全体での運用数は200機近くにのぼるほか、ジェットスター航空もグループ全体では100機超を運用している。
また、ビジネスジェット版のACJ320ファミリーは、ビジネス機や政府専用機などとして運用されている。
珍しい機体としては、ユーロファイター戦闘機に搭載予定の新型レーダーを試験するため、A320の機首部分にユーロファイターの機首を取り付けたA320 ATRA（ATRAは「Advanced Technology Research Aircraft」の略）があり、2025年からドイツ航空宇宙センターが運用を行っている。

### 日本の航空会社による導入

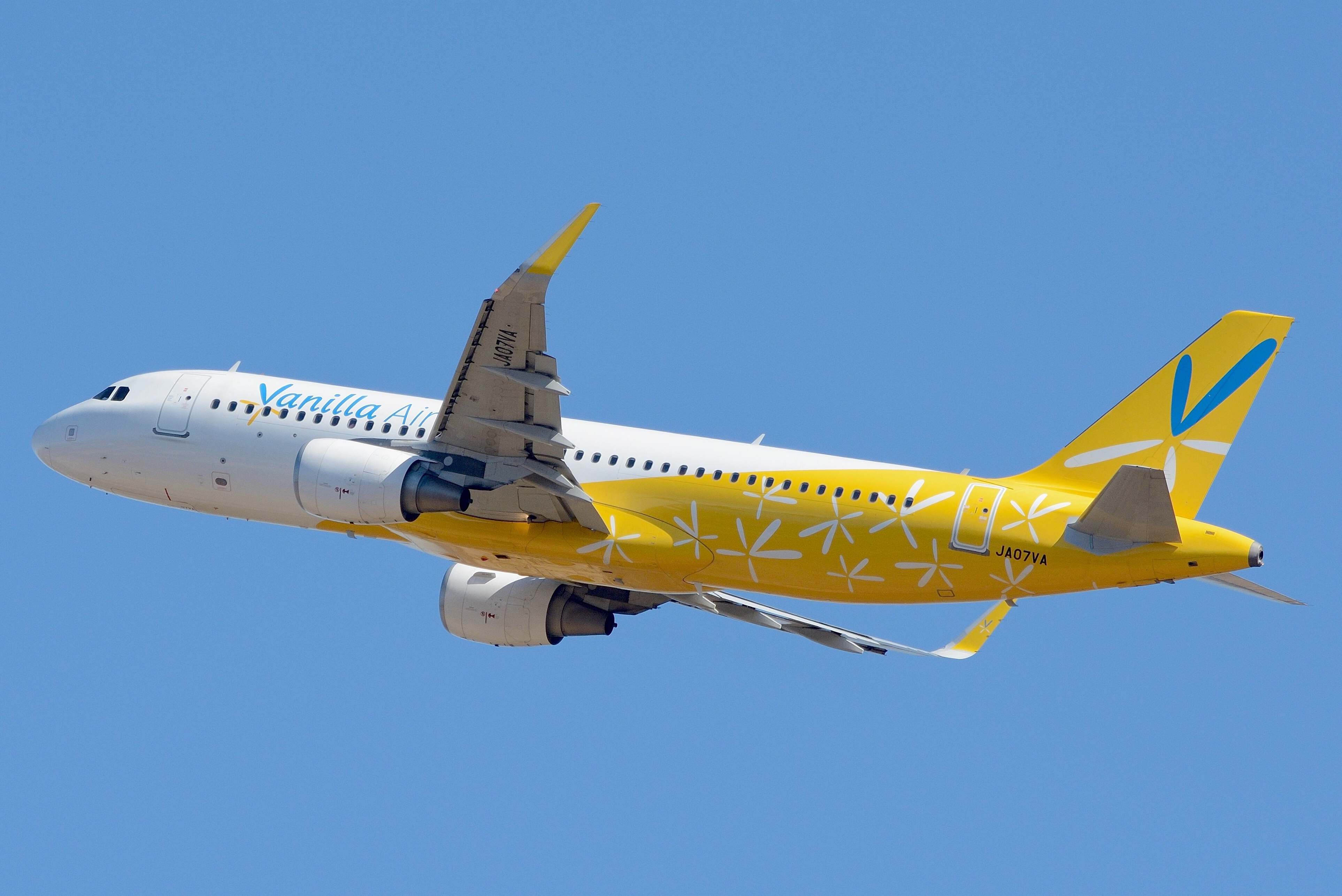
バニラエアのA320。同社はエアアジア・ジャパンとして設立されA320を導入したが、親会社の提携解消によりバニラエアとなりその後ピーチ・アビエーションに統合された。

日本の航空会社でA320を最初に採用したのは全日本空輸(ANA)である。同社は日本の国内ローカル線向けに737の後継機としてA320を導入し、1991年3月から運航を開始した。全日空のA320は、後に同社系列のエアーニッポンとの共同事業機材として運用された。続いて全日空はA321も採用し、1998年4月から就航させたものの、当時は同社の路線需要に合わず2008年2月に全機退役させた。
A320についても737に置き換える計画を立てたものの、改めてA320の運航継続を決めた。また、2016年12月には新たにA320neoの運航も開始し、日本国内線や近距離国際線へ投入した。さらにA321も再導入を決め、2016年11月にA321ceo、そして2017年9月にはA321neoが就航している。
2006年3月に商業運航を開始したスターフライヤーは運航機材にA320を選定した。当初はリース導入だったが、後に自社購入でもA320を導入している。2012年3月に就航したピーチ・アビエーションや同年7月に就航したジェットスター・ジャパンをはじめ、日本の格安航空会社でもA320が採用された。

### 受注・納入数
A320（A320ceoとA320neo）の受注・納入数は下表のとおりである。
| 受注数    | 16873 | 16873 | 1014 | TBC  | TBC   | TBC  | 412  | 614  | 539  |      |  |  |  |
| CEO納入数 | 8100  | 8100  | -    | 24   | 15    | 91   | 240  | 377  | 477  |      |  |  |  |
| NEO納入数 | 2698  | 2698  | 516  | 459  | 431   | 551  | 386  | 181  | 68   |      |  |  |  |
|           |       |       |      |      |       |      |      |      |      |      |  |  |  |
| 年        | 2015  | 2014  | 2013 | 2012 | 2011  |      |      |      |      |      |  |  |  |
| 受注数    | 522   | 992   | 590  | 455  | 1,030 |      |      |      |      |      |  |  |  |
| 納入数    | 282   | 306   | 352  | 332  | 306   |      |      |      |      |      |  |  |  |
|           |       |       |      |      |       |      |      |      |      |      |  |  |  |
|           | 2010  | 2009  | 2008 | 2007 | 2006  | 2005 | 2004 | 2003 | 2002 | 2001 |  |  |  |
| 受注数    | 281   | 153   | 296  | 529  | 308   | 430  | 171  | 125  | 103  | 119  |  |  |  |
| 納入数    | 297   | 221   | 209  | 194  | 164   | 121  | 101  | 119  | 116  | 119  |  |  |  |
|           |       |       |      |      |       |      |      |      |      |      |  |  |  |
|           | 2000  | 1999  | 1998 | 1997 | 1996  | 1995 | 1994 | 1993 | 1992 | 1991 |  |  |  |
| 受注数    | 128   | 155   | 175  | 98   | 124   | 22   | 42   | 13   | 59   | 14   |  |  |  |
| 納入数    | 101   | 101   | 80   | 58   | 38    | 34   | 48   | 71   | 111  | 119  |  |  |  |
|           |       |       |      |      |       |      |      |      |      |      |  |  |  |
|           | 1990  | 1989  | 1988 | 1987 | 1986  | 1985 | 1984 | 1983 |      |      |  |  |  |
| 受注数    | 69    | 63    | 105  | 53   | 84    | 74   | 4    | 12   |      |      |  |  |  |
| 納入数    | 58    | 58    | 16   | 0    | 0     | 0    | 0    | 0    |      |      |  |  |  |

## 事件・事故
アビエーション・セーフティー・ネットワーク（以下、ASN）の統計によると、2019年10月現在までにA320ファミリーが関係する航空事故および事件は、153件発生している。そのうち機体損失に至ったのは航空事故が30件、テロ等の事件が7件、その他駐機中の火災や自然災害等によるものが7件ある。この中で30件の事故により951人、7件の事件により441人、1件のハイジャックにより1人（犯人）が死亡している。
以下、本節ではA320ceoおよびA320neoに関する事件事故について述べる。他のファミリー機については、各項目を参照のこと。
ASNの統計によると2019年10月までに、A320ceoが関係する航空事故および事件は93件発生し、A320neoでの事故や事件は報告されていない。そのうち機体損失に至ったのは航空事故が25件、テロ等の事件が5件、その他駐機中の火災等によるものが6件ある。11件の事故により計816人、2件の事件により計216人死亡している。また、ハイジャックが1件発生し犯人1人が射殺された。
A320の最初の死亡事故は、1988年6月26日に発生したエールフランス296便事故である。デモンストレーションのため滑走路上を低空飛行したA320が、滑走路の先にあった樹木に接触してそのまま墜落し、搭乗者136人のうち3人が死亡した。
この事故に続く2件の死亡事故は、ヒューマンファクターに起因したが、そこにはA320の飛行システムも関係した。
1件目は1990年2月14日に発生したインディアン航空605便墜落事故で、インドのバンガロール空港に着陸しようとしていたA320が、空港手前に墜落し搭乗者148人中92人が死亡した。事故調査の結果、パイロットが降下率を変更しようとして誤って高度設定ノブを操作したと推測された。その結果、飛行システムがエンジン推力を絞り、降下経路と速度を維持できなくなったが、この事態に乗員が気づくのが遅れ、回復操作が間に合わず墜落した。
2件目は1992年1月20日に発生したエールアンテール148便墜落事故であり、フランスのストラスブール国際空港に着陸しようとしていたA320が、空港手前の山に墜落し搭乗者96人中87人が死亡した。墜落前の事故機は異常に大きな降下率で降下していた。事故調査では異常な降下に至った原因は確定できなかったものの、降下角と降下率のモード選択をパイロットが取り違えた可能性が指摘された。事故後にエアバスは誤認を防ぐように表示を改善した。
A320で最も多くの死者を伴った事故は、2007年7月17日に発生したTAM航空3054便オーバーラン事故である。ブラジルのコンゴーニャス空港に着陸したTAM航空のA320が、滑走路を逸脱し、空港敷地外の建物とガソリンスタンドに衝突して炎上した。事故機の搭乗者187人全員と地上で巻き込まれた12人が死亡した。事故調査の結果、いくつかの要因が重なってパイロットが着陸時の操作を誤ったと推定された。
そのほかに100人以上が死亡した事故は、2000年のガルフ・エア072便墜落事故、2006年のアルマヴィア967便墜落事故、2014年のインドネシア・エアアジア8501便墜落事故がある。
2009年1月15日にはUSエアウェイズ1549便不時着水事故が発生した。ニューヨークのラガーディア空港を離陸したA320がバードストライクにより両エンジンの推力を失ったものの、乗員の迅速で適切な対応によりハドソン川へ不時着水した。搭乗者155人全員が無事であったことから「ハドソン川の奇跡」とも呼ばれた。
2015年3月24日に発生したジャーマンウイングス9525便墜落事故は、副操縦士の自殺が原因だと推定されている。バルセロナからデュッセルドルフへ向かっていた事故機は、副操縦士の意図的な操作によりアルプス山中に墜落し、搭乗者全員の150人が死亡した。
2020年5月22日にパキスタン国際航空8303便墜落事故が発生した。事故機はジンナー国際空港に着陸する際ジンナー国際空港4km手前の住宅街に墜落した。搭乗者99人中97人と現場の住宅街の住人1人合わせて98人が死亡した。予備報告書では、パイロットと管制官の両方に問題があったと述べられた。

## 主要諸元
| | A320neo                                  | A320ceo                                  | A321ceo                                  | A319ceo                                  | A318                                     |                             |
| --- | ---------------------------------------- | ---------------------------------------- | ---------------------------------------- | ---------------------------------------- | ---------------------------------------- | --------------------------- |
| 運航乗務員数 | 2名                                      | 2名                                      | 2名                                      | 2名                                      | 2名                                      |                             |
| 標準座席数 | 160 - 190席                              | 150席                                    | 185席                                    | 124席                                    | 107席                                    |                             |
| 最大座席数 | 194席                                    | 180席                                    | 220席                                    | 156席                                    | 136席                                    |                             |
| 全長 | 37.57 m                                  | 37.57 m                                  | 44.51 m                                  | 33.84 m                                  | 31.45 m                                  |                             |
| 全幅 | 34.10 m（シャークレット装備機は35.80 m） | 34.10 m（シャークレット装備機は35.80 m） | 34.10 m（シャークレット装備機は35.80 m） | 34.10 m（シャークレット装備機は35.80 m） | 34.10 m（シャークレット装備機は35.80 m） |                             |
| 全高 | 11.76 m                                  | 11.76 m                                  | 11.76 m                                  | 11.76 m                                  | 12.79 m                                  |                             |
| 胴体幅 | 3.95 m                                   | 3.95 m                                   | 3.95 m                                   | 3.95 m                                   | 3.95 m                                   |                             |
| 胴体高 | 4.14 m                                   | 4.14 m                                   | 4.14 m                                   | 4.14 m                                   | 4.14 m                                   |                             |
| 最大離陸重量 (MTOW)                                                                                             | 71.5 - 79.0 t                            | 66.0 - 77.0 t                            | 78.0 - 93.5 t                            | 64.0 - 76.5 t                            | 56.0 - 68.0 t                            |                             |
| 最大着陸重量 (MLW)                                                                                              | 66.3 - 67.4 t                            | 64.5 - 66.0 t                            | 73.5 - 77.8 t                            | 61.0 - 62.5 t                            | 56.0 - 57.5 t                            |                             |
| 最大無燃料重量 (MZFW)                                                                                           | 55.3 - 64.3 t                            | 60.5 - 62.5 t                            | 69.5 - 73.8 t                            | 52.0 - 58.5 t                            | 53.0 - 54.5 t                            |                             |
| 貨物室有効容積                                                                                                  | 37.42 m3                                 | 37.42 m3                                 | 51.72 m3                                 | 27.66 m3                                 | 21.3 m3                                  |                             |
| エンジン (x2)                                                                                                   | CFMI LEAP-1A または PW1100G-JM           | CFMI CFM56 または IAE V2500              | CFMI CFM56 または IAE V2500              | CFMI CFM56 または IAE V2500              | CFMI CFM56 または IAE V2500              | CFMI CFM56 または IAE V2500 |
| エンジン推力 (x2)                                                                                               | 106.80 - 130.29 kN                       | 97.86 - 120.10 kN                        | 133.30 - 142.34 kN                       | 97.86 - 120.10 kN                        | 96.08 – 105.87 kN                        |                             |
| 最大巡航速度 | マッハ0.82                               | マッハ0.82                               | マッハ0.82                               | マッハ0.82                               | マッハ0.82                               |                             |
| 航続距離 | 6,400 km                                 | 6,200 km                                 | 5,950 km                                 | 3,750 km                                 | 5,950 km                                 |                             |
| - CFMI: CFMインターナショナル、IAE：インターナショナル・エアロ・エンジンズ、P&W: プラット・アンド・ホイットニー |                                          |                                          |                                          |                                          |                                          |                             |

| A320-211 | CFMI CFM56-5A1 CFMI CFM56-5A1/F                                                                                            | 1988年11月8日  |
| A320-212 | CFMI CFM56-5A3 | 1990年11月20日 |
| A320-214 | CFMI CFM56-5B4 CFMI CFM56-5B4/P CFMI CFM56-5B4/2P CFMI CFM56-5B4/P1 CFMI CFM56-5B4/2P1 CFMI CFM56-5B4/3 CFMI CFM56-5B4/3B1 | 1995年3月10日  |
| A320-215 | CFMI CFM56-5B5 | 2006年6月22日  |
| A320-216 | CFMI CFM56-5B6 CFMI CFM56-5B6/3                                                                                            | 2006年6月14日  |
| A320-231 | IAE V2500-A1 | 1989年4月20日  |
| A320-232 | IAE V2527-A5 | 1993年9月28日  |
| A320-233 | IAE V2527-A5 | 1995年10月26日 |
| A320-251N | CFMI LEAP-1A26 | 2016年5月31日  |
| A320-252N | CFMI LEAP-1A24 | 2017年12月18日 |
| A320-253N | CFMI LEAP-1A29 | 2019年2月5日   |
| A320-271N | P&W PW1127G-JM P&W PW1127GA-JM                                                                                             | 2015年11月24日 |
| A320-272N | P&W PW1124G1-JM | 2018年10月17日 |
| A320-273N | P&W PW1129G-JM | 2019年6月30日  |
| - 出典：(EASA 2019, pp. 9–10, 35) - CFMI: CFMインターナショナル、IAE：インターナショナル・エアロ・エンジンズ、P&W: プラット・アンド・ホイットニー | |                |